# Llista d'asteroides (137001-138000)
Llista d'asteroides del 137001 al 138000, amb data de descoberta i descobridor. És un fragment de la llista d'asteroides completa. Als asteroides se'ls dona un número quan es confirma la seva òrbita, per tant apareixen llistats aproximadament segons la data de descobriment.
Contingut: 137001... 137101... 137201... 137301... 137401... 137501... 137601... 137701... 137801... 137901... 

| Nom           | Designació provisional | Data de descobriment   | Lloc de descobriment    | Descobridor/s                           |
| 137001-137100 | 137001-137100          | 137001-137100          | 137001-137100           | 137001-137100                           |
| ------------- | ---------------------- | ---------------------- | ----------------------- | --------------------------------------- |
| 137001 -      | 1998 SA81              | 26 de setembre de 1998 | Socorro                 | LINEAR                                  |
| 137002 -      | 1998 SN83              | 26 de setembre de 1998 | Socorro                 | LINEAR                                  |
| 137003 -      | 1998 SU90              | 26 de setembre de 1998 | Socorro                 | LINEAR                                  |
| 137004 -      | 1998 SA92              | 26 de setembre de 1998 | Socorro                 | LINEAR                                  |
| 137005 -      | 1998 SN93              | 26 de setembre de 1998 | Socorro                 | LINEAR                                  |
| 137006 -      | 1998 SX94              | 26 de setembre de 1998 | Socorro                 | LINEAR                                  |
| 137007 -      | 1998 SC108             | 26 de setembre de 1998 | Socorro                 | LINEAR                                  |
| 137008 -      | 1998 SL108             | 26 de setembre de 1998 | Socorro                 | LINEAR                                  |
| 137009 -      | 1998 SS120             | 26 de setembre de 1998 | Socorro                 | LINEAR                                  |
| 137010 -      | 1998 ST121             | 26 de setembre de 1998 | Socorro                 | LINEAR                                  |
| 137011 -      | 1998 SF122             | 26 de setembre de 1998 | Socorro                 | LINEAR                                  |
| 137012 -      | 1998 SY125             | 26 de setembre de 1998 | Socorro                 | LINEAR                                  |
| 137013 -      | 1998 SF130             | 26 de setembre de 1998 | Socorro                 | LINEAR                                  |
| 137014 -      | 1998 SM130             | 26 de setembre de 1998 | Socorro                 | LINEAR                                  |
| 137015 -      | 1998 SW130             | 26 de setembre de 1998 | Socorro                 | LINEAR                                  |
| 137016 -      | 1998 SH131             | 26 de setembre de 1998 | Socorro                 | LINEAR                                  |
| 137017 -      | 1998 SW139             | 26 de setembre de 1998 | Socorro                 | LINEAR                                  |
| 137018 -      | 1998 SL160             | 26 de setembre de 1998 | Socorro                 | LINEAR                                  |
| 137019 -      | 1998 SE168             | 16 de setembre de 1998 | Anderson Mesa           | LONEOS                                  |
| 137020 -      | 1998 TL                | Oizumi                 | T. Kobayashi            |                                         |
| 137021 -      | 1998 TV2               | 13 d'octubre de 1998   | Caussols                | ODAS                                    |
| 137022 -      | 1998 TF3               | 14 d'octubre de 1998   | Socorro                 | LINEAR                                  |
| 137023 -      | 1998 TB15              | 14 d'octubre de 1998   | Kitt Peak               | Spacewatch                              |
| 137024 -      | 1998 TH15              | 14 d'octubre de 1998   | Kitt Peak               | Spacewatch                              |
| 137025 -      | 1998 TT15              | 15 d'octubre de 1998   | Caussols                | ODAS                                    |
| 137026 -      | 1998 TX16              | 14 d'octubre de 1998   | Caussols                | ODAS                                    |
| 137027 -      | 1998 TH17              | 15 d'octubre de 1998   | Caussols                | ODAS                                    |
| 137028 -      | 1998 TO17              | 15 d'octubre de 1998   | Caussols                | ODAS                                    |
| 137029 -      | 1998 TB19              | 14 d'octubre de 1998   | Xinglong                | BAO Schmidt CCD Asteroid Program        |
| 137030 -      | 1998 TR19              | 15 d'octubre de 1998   | Xinglong                | BAO Schmidt CCD Asteroid Program        |
| 137031 -      | 1998 TJ22              | 13 d'octubre de 1998   | Kitt Peak               | Spacewatch                              |
| 137032 -      | 1998 UO1               | 19 d'octubre de 1998   | Socorro                 | LINEAR                                  |
| 137033 -      | 1998 UM6               | 21 d'octubre de 1998   | Kleť                    | Kleť                                    |
| 137034 -      | 1998 UD14              | 23 d'octubre de 1998   | Kitt Peak               | Spacewatch                              |
| 137035 -      | 1998 UE17              | 17 d'octubre de 1998   | Xinglong                | BAO Schmidt CCD Asteroid Program        |
| 137036 -      | 1998 UC18              | 19 d'octubre de 1998   | Xinglong                | BAO Schmidt CCD Asteroid Program        |
| 137037 -      | 1998 UM19              | 28 d'octubre de 1998   | Socorro                 | LINEAR                                  |
| 137038 -      | 1998 UA26              | 18 d'octubre de 1998   | La Silla                | E. W. Elst                              |
| 137039 -      | 1998 UX31              | 26 d'octubre de 1998   | Xinglong                | BAO Schmidt CCD Asteroid Program        |
| 137040 -      | 1998 UY35              | 28 d'octubre de 1998   | Socorro                 | LINEAR                                  |
| 137041 -      | 1998 UG43              | 28 d'octubre de 1998   | Socorro                 | LINEAR                                  |
| 137042 -      | 1998 UT46              | 24 d'octubre de 1998   | Kitt Peak               | Spacewatch                              |
| 137043 -      | 1998 UL49              | 23 d'octubre de 1998   | Caussols                | ODAS                                    |
| 137044 -      | 1998 UC50              | 29 d'octubre de 1998   | Socorro                 | LINEAR                                  |
| 137045 -      | 1998 VE                | Gekko                  | T. Kagawa               |                                         |
| 137046 -      | 1998 VE6               | 11 de novembre de 1998 | Nachi-Katsuura          | Y. Shimizu, T. Urata                    |
| 137047 -      | 1998 VZ10              | 10 de novembre de 1998 | Socorro                 | LINEAR                                  |
| 137048 -      | 1998 VP13              | 10 de novembre de 1998 | Socorro                 | LINEAR                                  |
| 137049 -      | 1998 VB14              | 10 de novembre de 1998 | Socorro                 | LINEAR                                  |
| 137050 -      | 1998 VL15              | 10 de novembre de 1998 | Socorro                 | LINEAR                                  |
| 137051 -      | 1998 VA27              | 10 de novembre de 1998 | Socorro                 | LINEAR                                  |
| 137052 -      | 1998 VO33              | 15 de novembre de 1998 | La Silla                | C.-I. Lagerkvist                        |
| 137053 -      | 1998 VQ33              | 11 de novembre de 1998 | Socorro                 | LINEAR                                  |
| 137054 -      | 1998 VB34              | 11 de novembre de 1998 | Caussols                | ODAS                                    |
| 137055 -      | 1998 VN36              | 14 de novembre de 1998 | Socorro                 | LINEAR                                  |
| 137056 -      | 1998 VW43              | 15 de novembre de 1998 | Kitt Peak               | Spacewatch                              |
| 137057 -      | 1998 VK44              | 14 de novembre de 1998 | Anderson Mesa           | LONEOS                                  |
| 137058 -      | 1998 VN45              | 10 de novembre de 1998 | Anderson Mesa           | LONEOS                                  |
| 137059 -      | 1998 VA49              | 11 de novembre de 1998 | Xinglong                | BAO Schmidt CCD Asteroid Program        |
| 137060 -      | 1998 VO50              | 11 de novembre de 1998 | Socorro                 | LINEAR                                  |
| 137061 -      | 1998 VR50              | 11 de novembre de 1998 | Socorro                 | LINEAR                                  |
| 137062 -      | 1998 WM                | 16 de novembre de 1998 | Socorro                 | LINEAR                                  |
| 137063 -      | 1998 WK1               | 16 de novembre de 1998 | Monte Agliale           | S. Donati                               |
| 137064 -      | 1998 WP5               | 19 de novembre de 1998 | Socorro                 | LINEAR                                  |
| 137065 -      | 1998 WH6               | 21 de novembre de 1998 | Socorro                 | LINEAR                                  |
| 137066 -      | 1998 WR8               | 23 de novembre de 1998 | Piszkéstető             | K. Sárneczky, L. Kiss                   |
| 137067 -      | 1998 WQ9               | 28 de novembre de 1998 | Višnjan Observatory     | K. Korlević                             |
| 137068 -      | 1998 WD13              | 21 de novembre de 1998 | Socorro                 | LINEAR                                  |
| 137069 -      | 1998 WQ15              | 21 de novembre de 1998 | Socorro                 | LINEAR                                  |
| 137070 -      | 1998 WE21              | 18 de novembre de 1998 | Socorro                 | LINEAR                                  |
| 137071 -      | 1998 WD29              | 23 de novembre de 1998 | Kitt Peak               | Spacewatch                              |
| 137072 -      | 1998 WM30              | 26 de novembre de 1998 | Kitt Peak               | Spacewatch                              |
| 137073 -      | 1998 WG33              | 20 de novembre de 1998 | Anderson Mesa           | LONEOS                                  |
| 137074 -      | 1998 WJ34              | 16 de novembre de 1998 | Kitt Peak               | Spacewatch                              |
| 137075 -      | 1998 WK38              | 21 de novembre de 1998 | Kitt Peak               | Spacewatch                              |
| 137076 -      | 1998 XK3               | 10 de desembre de 1998 | Ondřejov                | L. Šarounová                            |
| 137077 -      | 1998 XE4               | 8 de desembre de 1998  | Kitt Peak               | Spacewatch                              |
| 137078 -      | 1998 XZ4               | 11 de desembre de 1998 | Socorro                 | LINEAR                                  |
| 137079 -      | 1998 XC5               | 9 de desembre de 1998  | Farra d'Isonzo          | Farra d'Isonzo                          |
| 137080 -      | 1998 XD7               | 8 de desembre de 1998  | Kitt Peak               | Spacewatch                              |
| 137081 -      | 1998 XO7               | 8 de desembre de 1998  | Kitt Peak               | Spacewatch                              |
| 137082 -      | 1998 XE9               | 12 de desembre de 1998 | San Marcello            | L. Tesi, G. Forti                       |
| 137083 -      | 1998 XZ13              | 15 de desembre de 1998 | Caussols                | ODAS                                    |
| 137084 -      | 1998 XS16              | 15 de desembre de 1998 | Socorro                 | LINEAR                                  |
| 137085 -      | 1998 XD18              | 8 de desembre de 1998  | Kitt Peak               | Spacewatch                              |
| 137086 -      | 1998 XX18              | 10 de desembre de 1998 | Kitt Peak               | Spacewatch                              |
| 137087 -      | 1998 XC19              | 10 de desembre de 1998 | Kitt Peak               | Spacewatch                              |
| 137088 -      | 1998 XT23              | 11 de desembre de 1998 | Kitt Peak               | Spacewatch                              |
| 137089 -      | 1998 XT43              | 14 de desembre de 1998 | Socorro                 | LINEAR                                  |
| 137090 -      | 1998 XZ57              | 15 de desembre de 1998 | Socorro                 | LINEAR                                  |
| 137091 -      | 1998 XU63              | 14 de desembre de 1998 | Socorro                 | LINEAR                                  |
| 137092 -      | 1998 XX68              | 14 de desembre de 1998 | Socorro                 | LINEAR                                  |
| 137093 -      | 1998 XW70              | 14 de desembre de 1998 | Socorro                 | LINEAR                                  |
| 137094 -      | 1998 XD84              | 15 de desembre de 1998 | Socorro                 | LINEAR                                  |
| 137095 -      | 1998 XX86              | 15 de desembre de 1998 | Socorro                 | LINEAR                                  |
| 137096 -      | 1998 XG97              | 11 de desembre de 1998 | Mérida                  | O. A. Naranjo                           |
| 137097 -      | 1998 XP97              | 8 de desembre de 1998  | Anderson Mesa           | LONEOS                                  |
| 137098 -      | 1998 YP2               | 17 de desembre de 1998 | Caussols                | ODAS                                    |
| 137099 -      | 1998 YW3               | 17 de desembre de 1998 | Socorro                 | LINEAR                                  |
| 137100 -      | 1998 YM7               | 23 de desembre de 1998 | Brainerd                | J. Wentworth                            |
| 137101-137200 |                        |                        |                         |                                         |
| 137101 -      | 1998 YN17              | 22 de desembre de 1998 | Kitt Peak               | Spacewatch                              |
| 137102 -      | 1998 YL19              | 25 de desembre de 1998 | Kitt Peak               | Spacewatch                              |
| 137103 -      | 1998 YP27              | 27 de desembre de 1998 | Anderson Mesa           | LONEOS                                  |
| 137104 -      | 1998 YU30              | 16 de desembre de 1998 | Anderson Mesa           | LONEOS                                  |
| 137105 -      | 1998 YK31              | 22 de desembre de 1998 | Kitt Peak               | Spacewatch                              |
| 137106 -      | 1999 AQ5               | 12 de gener de 1999    | Oizumi                  | T. Kobayashi                            |
| 137107 -      | 1999 AT6               | 9 de gener de 1999     | Višnjan Observatory     | K. Korlević                             |
| 137108 -      | 1999 AN10              | 13 de gener de 1999    | Socorro                 | LINEAR                                  |
| 137109 -      | 1999 AL11              | 7 de gener de 1999     | Kitt Peak               | Spacewatch                              |
| 137110 -      | 1999 AN12              | 7 de gener de 1999     | Kitt Peak               | Spacewatch                              |
| 137111 -      | 1999 AX18              | 13 de gener de 1999    | Kitt Peak               | Spacewatch                              |
| 137112 -      | 1999 AF20              | 13 de gener de 1999    | Kitt Peak               | Spacewatch                              |
| 137113 -      | 1999 AG20              | 13 de gener de 1999    | Kitt Peak               | Spacewatch                              |
| 137114 -      | 1999 AT24              | 15 de gener de 1999    | Caussols                | ODAS                                    |
| 137115 -      | 1999 AZ30              | 14 de gener de 1999    | Kitt Peak               | Spacewatch                              |
| 137116 -      | 1999 BL2               | 19 de gener de 1999    | Caussols                | ODAS                                    |
| 137117 -      | 1999 BK4               | 19 de gener de 1999    | San Marcello            | A. Boattini, L. Tesi                    |
| 137118 -      | 1999 BV4               | 19 de gener de 1999    | Caussols                | ODAS                                    |
| 137119 -      | 1999 BU6               | 21 de gener de 1999    | Caussols                | ODAS                                    |
| 137120 -      | 1999 BJ8               | 20 de gener de 1999    | Catalina                | CSS                                     |
| 137121 -      | 1999 BJ11              | 20 de gener de 1999    | Caussols                | ODAS                                    |
| 137122 -      | 1999 BX12              | 24 de gener de 1999    | Višnjan Observatory     | K. Korlević                             |
| 137123 -      | 1999 BX21              | 18 de gener de 1999    | Socorro                 | LINEAR                                  |
| 137124 -      | 1999 BH30              | 19 de gener de 1999    | Kitt Peak               | Spacewatch                              |
| 137125 -      | 1999 CT3               | 10 de febrer de 1999   | Socorro                 | LINEAR                                  |
| 137126 -      | 1999 CF9               | 12 de febrer de 1999   | Socorro                 | LINEAR                                  |
| 137127 -      | 1999 CV22              | 10 de febrer de 1999   | Socorro                 | LINEAR                                  |
| 137128 -      | 1999 CQ31              | 10 de febrer de 1999   | Socorro                 | LINEAR                                  |
| 137129 -      | 1999 CE34              | 10 de febrer de 1999   | Socorro                 | LINEAR                                  |
| 137130 -      | 1999 CM38              | 10 de febrer de 1999   | Socorro                 | LINEAR                                  |
| 137131 -      | 1999 CN39              | 10 de febrer de 1999   | Socorro                 | LINEAR                                  |
| 137132 -      | 1999 CL43              | 10 de febrer de 1999   | Socorro                 | LINEAR                                  |
| 137133 -      | 1999 CE54              | 10 de febrer de 1999   | Socorro                 | LINEAR                                  |
| 137134 -      | 1999 CJ60              | 12 de febrer de 1999   | Socorro                 | LINEAR                                  |
| 137135 -      | 1999 CK63              | 12 de febrer de 1999   | Socorro                 | LINEAR                                  |
| 137136 -      | 1999 CL88              | 10 de febrer de 1999   | Socorro                 | LINEAR                                  |
| 137137 -      | 1999 CU95              | 10 de febrer de 1999   | Socorro                 | LINEAR                                  |
| 137138 -      | 1999 CC98              | 10 de febrer de 1999   | Socorro                 | LINEAR                                  |
| 137139 -      | 1999 CM98              | 10 de febrer de 1999   | Socorro                 | LINEAR                                  |
| 137140 -      | 1999 CH105             | 12 de febrer de 1999   | Socorro                 | LINEAR                                  |
| 137141 -      | 1999 CL112             | 12 de febrer de 1999   | Socorro                 | LINEAR                                  |
| 137142 -      | 1999 CZ113             | 12 de febrer de 1999   | Socorro                 | LINEAR                                  |
| 137143 -      | 1999 CT115             | 12 de febrer de 1999   | Socorro                 | LINEAR                                  |
| 137144 -      | 1999 CL117             | 12 de febrer de 1999   | Socorro                 | LINEAR                                  |
| 137145 -      | 1999 CA135             | 7 de febrer de 1999    | Kitt Peak               | Spacewatch                              |
| 137146 -      | 1999 CS145             | 8 de febrer de 1999    | Kitt Peak               | Spacewatch                              |
| 137147 -      | 1999 CW145             | 8 de febrer de 1999    | Kitt Peak               | Spacewatch                              |
| 137148 -      | 1999 CA151             | 9 de febrer de 1999    | Kitt Peak               | Spacewatch                              |
| 137149 -      | 1999 CB151             | 9 de febrer de 1999    | Kitt Peak               | Spacewatch                              |
| 137150 -      | 1999 CX155             | 12 de febrer de 1999   | Anderson Mesa           | LONEOS                                  |
| 137151 -      | 1999 DO                | Caussols               | ODAS                    |                                         |
| 137152 -      | 1999 DY4               | 17 de febrer de 1999   | Socorro                 | LINEAR                                  |
| 137153 -      | 1999 EC                | 6 de març de 1999      | Prescott                | P. G. Comba                             |
| 137154 -      | 1999 EN                | 6 de març de 1999      | Kitt Peak               | Spacewatch                              |
| 137155 -      | 1999 EA4               | 12 de març de 1999     | Kitt Peak               | Spacewatch                              |
| 137156 -      | 1999 EF4               | 12 de març de 1999     | Kitt Peak               | Spacewatch                              |
| 137157 -      | 1999 EW10              | 14 de març de 1999     | Kitt Peak               | Spacewatch                              |
| 137158 -      | 1999 FB                | Socorro                | LINEAR                  |                                         |
| 137159 -      | 1999 FO1               | 16 de març de 1999     | Kitt Peak               | Spacewatch                              |
| 137160 -      | 1999 FF32              | 19 de març de 1999     | Socorro                 | LINEAR                                  |
| 137161 -      | 1999 FK34              | 19 de març de 1999     | Socorro                 | LINEAR                                  |
| 137162 -      | 1999 FW35              | 20 de març de 1999     | Socorro                 | LINEAR                                  |
| 137163 -      | 1999 FE40              | 20 de març de 1999     | Socorro                 | LINEAR                                  |
| 137164 -      | 1999 FO51              | 20 de març de 1999     | Socorro                 | LINEAR                                  |
| 137165 -      | 1999 FP68              | 20 de març de 1999     | Apache Point            | SDSS                                    |
| 137166 -      | 1999 FS81              | 20 de març de 1999     | Apache Point            | SDSS                                    |
| 137167 -      | 1999 GC3               | 7 d'abril de 1999      | Kitt Peak               | Spacewatch                              |
| 137168 -      | 1999 GK3               | 7 d'abril de 1999      | Kitt Peak               | Spacewatch                              |
| 137169 -      | 1999 GY9               | 9 d'abril de 1999      | Mount Hopkins           | O. A. Naranjo                           |
| 137170 -      | 1999 HF1               | 20 d'abril de 1999     | Anderson Mesa           | LONEOS                                  |
| 137171 -      | 1999 HM7               | 19 d'abril de 1999     | Kitt Peak               | Spacewatch                              |
| 137172 -      | 1999 HJ9               | 17 d'abril de 1999     | Socorro                 | LINEAR                                  |
| 137173 -      | 1999 JY4               | 10 de maig de 1999     | Socorro                 | LINEAR                                  |
| 137174 -      | 1999 JH5               | 10 de maig de 1999     | Socorro                 | LINEAR                                  |
| 137175 -      | 1999 JA11              | 14 de maig de 1999     | Socorro                 | LINEAR                                  |
| 137176 -      | 1999 JZ11              | 13 de maig de 1999     | Socorro                 | LINEAR                                  |
| 137177 -      | 1999 JK12              | 8 de maig de 1999      | Catalina                | CSS                                     |
| 137178 -      | 1999 JT15              | 10 de maig de 1999     | Socorro                 | LINEAR                                  |
| 137179 -      | 1999 JQ16              | 15 de maig de 1999     | Kitt Peak               | Spacewatch                              |
| 137180 -      | 1999 JF20              | 10 de maig de 1999     | Socorro                 | LINEAR                                  |
| 137181 -      | 1999 JA30              | 10 de maig de 1999     | Socorro                 | LINEAR                                  |
| 137182 -      | 1999 JG40              | 10 de maig de 1999     | Socorro                 | LINEAR                                  |
| 137183 -      | 1999 JX49              | 10 de maig de 1999     | Socorro                 | LINEAR                                  |
| 137184 -      | 1999 JG63              | 10 de maig de 1999     | Socorro                 | LINEAR                                  |
| 137185 -      | 1999 JT70              | 12 de maig de 1999     | Socorro                 | LINEAR                                  |
| 137186 -      | 1999 JT72              | 12 de maig de 1999     | Socorro                 | LINEAR                                  |
| 137187 -      | 1999 JC74              | 12 de maig de 1999     | Socorro                 | LINEAR                                  |
| 137188 -      | 1999 JE85              | 14 de maig de 1999     | Socorro                 | LINEAR                                  |
| 137189 -      | 1999 JU87              | 12 de maig de 1999     | Socorro                 | LINEAR                                  |
| 137190 -      | 1999 JC88              | 12 de maig de 1999     | Socorro                 | LINEAR                                  |
| 137191 -      | 1999 JG88              | 12 de maig de 1999     | Socorro                 | LINEAR                                  |
| 137192 -      | 1999 JL89              | 12 de maig de 1999     | Socorro                 | LINEAR                                  |
| 137193 -      | 1999 JB96              | 12 de maig de 1999     | Socorro                 | LINEAR                                  |
| 137194 -      | 1999 JJ103             | 13 de maig de 1999     | Socorro                 | LINEAR                                  |
| 137195 -      | 1999 JJ114             | 13 de maig de 1999     | Socorro                 | LINEAR                                  |
| 137196 -      | 1999 JS129             | 12 de maig de 1999     | Socorro                 | LINEAR                                  |
| 137197 -      | 1999 KA1               | 17 de maig de 1999     | Catalina                | CSS                                     |
| 137198 -      | 1999 KR2               | 16 de maig de 1999     | Kitt Peak               | Spacewatch                              |
| 137199 -      | 1999 KX4               | 20 de maig de 1999     | Socorro                 | LINEAR                                  |
| 137200 -      | 1999 KX12              | 18 de maig de 1999     | Socorro                 | LINEAR                                  |
| 137201-137300 |                        |                        |                         |                                         |
| 137201 -      | 1999 KF13              | 18 de maig de 1999     | Socorro                 | LINEAR                                  |
| 137202 -      | 1999 KJ13              | 18 de maig de 1999     | Socorro                 | LINEAR                                  |
| 137203 -      | 1999 LX                | 7 de juny de 1999      | Prescott                | P. G. Comba                             |
| 137204 -      | 1999 LX2               | 5 de juny de 1999      | Kitt Peak               | Spacewatch                              |
| 137205 -      | 1999 LN11              | 8 de juny de 1999      | Socorro                 | LINEAR                                  |
| 137206 -      | 1999 LJ25              | 9 de juny de 1999      | Socorro                 | LINEAR                                  |
| 137207 -      | 1999 LW31              | 14 de juny de 1999     | Kitt Peak               | Spacewatch                              |
| 137208 -      | 1999 MC2               | 20 de juny de 1999     | Catalina                | CSS                                     |
| 137209 -      | 1999 NU1               | 12 de juliol de 1999   | Socorro                 | LINEAR                                  |
| 137210 -      | 1999 NO2               | 12 de juliol de 1999   | Socorro                 | LINEAR                                  |
| 137211 -      | 1999 NM4               | 13 de juliol de 1999   | Reedy Creek             | J. Broughton                            |
| 137212 -      | 1999 NB6               | 13 de juliol de 1999   | Socorro                 | LINEAR                                  |
| 137213 -      | 1999 NX10              | 13 de juliol de 1999   | Socorro                 | LINEAR                                  |
| 137214 -      | 1999 NF33              | 14 de juliol de 1999   | Socorro                 | LINEAR                                  |
| 137215 -      | 1999 NU36              | 14 de juliol de 1999   | Socorro                 | LINEAR                                  |
| 137216 -      | 1999 NV62              | 13 de juliol de 1999   | Socorro                 | LINEAR                                  |
| 137217 -      | 1999 NH64              | 8 de juliol de 1999    | Wise                    | Wise                                    |
| 137218 -      | 1999 OQ5               | 21 de juliol de 1999   | Anderson Mesa           | LONEOS                                  |
| 137219 -      | 1999 PX2               | 8 d'agost de 1999      | Kitt Peak               | Spacewatch                              |
| 137220 -      | 1999 PF8               | 12 d'agost de 1999     | Anderson Mesa           | LONEOS                                  |
| 137221 -      | 1999 RX                | Catalina               | CSS                     |                                         |
| 137222 -      | 1999 RB1               | 4 de setembre de 1999  | Catalina                | CSS                                     |
| 137223 -      | 1999 RM7               | 3 de setembre de 1999  | Kitt Peak               | Spacewatch                              |
| 137224 -      | 1999 RW9               | 7 de setembre de 1999  | Kitt Peak               | Spacewatch                              |
| 137225 -      | 1999 RB15              | 7 de setembre de 1999  | Socorro                 | LINEAR                                  |
| 137226 -      | 1999 RA19              | 7 de setembre de 1999  | Socorro                 | LINEAR                                  |
| 137227 -      | 1999 RR19              | 7 de setembre de 1999  | Socorro                 | LINEAR                                  |
| 137228 -      | 1999 RT20              | 7 de setembre de 1999  | Socorro                 | LINEAR                                  |
| 137229 -      | 1999 RD21              | 7 de setembre de 1999  | Socorro                 | LINEAR                                  |
| 137230 -      | 1999 RG22              | 7 de setembre de 1999  | Socorro                 | LINEAR                                  |
| 137231 -      | 1999 RQ22              | 7 de setembre de 1999  | Socorro                 | LINEAR                                  |
| 137232 -      | 1999 RZ23              | 7 de setembre de 1999  | Socorro                 | LINEAR                                  |
| 137233 -      | 1999 RE24              | 7 de setembre de 1999  | Socorro                 | LINEAR                                  |
| 137234 -      | 1999 RT24              | 7 de setembre de 1999  | Socorro                 | LINEAR                                  |
| 137235 -      | 1999 RY24              | 7 de setembre de 1999  | Socorro                 | LINEAR                                  |
| 137236 -      | 1999 RA25              | 7 de setembre de 1999  | Socorro                 | LINEAR                                  |
| 137237 -      | 1999 RG26              | 7 de setembre de 1999  | Socorro                 | LINEAR                                  |
| 137238 -      | 1999 RN29              | 8 de setembre de 1999  | Socorro                 | LINEAR                                  |
| 137239 -      | 1999 RB31              | 8 de setembre de 1999  | Socorro                 | LINEAR                                  |
| 137240 -      | 1999 RD35              | 7 de setembre de 1999  | Catalina                | CSS                                     |
| 137241 -      | 1999 RV36              | 11 de setembre de 1999 | Woomera                 | F. B. Zoltowski                         |
| 137242 -      | 1999 RY53              | 7 de setembre de 1999  | Socorro                 | LINEAR                                  |
| 137243 -      | 1999 RP59              | 7 de setembre de 1999  | Socorro                 | LINEAR                                  |
| 137244 -      | 1999 RY59              | 7 de setembre de 1999  | Socorro                 | LINEAR                                  |
| 137245 -      | 1999 RW62              | 7 de setembre de 1999  | Socorro                 | LINEAR                                  |
| 137246 -      | 1999 RN63              | 7 de setembre de 1999  | Socorro                 | LINEAR                                  |
| 137247 -      | 1999 RG66              | 7 de setembre de 1999  | Socorro                 | LINEAR                                  |
| 137248 -      | 1999 RD74              | 7 de setembre de 1999  | Socorro                 | LINEAR                                  |
| 137249 -      | 1999 RS74              | 13 de setembre de 1999 | Kitt Peak               | Spacewatch                              |
| 137250 -      | 1999 RO75              | 7 de setembre de 1999  | Socorro                 | LINEAR                                  |
| 137251 -      | 1999 RC76              | 7 de setembre de 1999  | Socorro                 | LINEAR                                  |
| 137252 -      | 1999 RG82              | 7 de setembre de 1999  | Socorro                 | LINEAR                                  |
| 137253 -      | 1999 RO86              | 7 de setembre de 1999  | Socorro                 | LINEAR                                  |
| 137254 -      | 1999 RL87              | 7 de setembre de 1999  | Socorro                 | LINEAR                                  |
| 137255 -      | 1999 RO87              | 7 de setembre de 1999  | Socorro                 | LINEAR                                  |
| 137256 -      | 1999 RS87              | 7 de setembre de 1999  | Socorro                 | LINEAR                                  |
| 137257 -      | 1999 RQ88              | 7 de setembre de 1999  | Socorro                 | LINEAR                                  |
| 137258 -      | 1999 RP95              | 7 de setembre de 1999  | Socorro                 | LINEAR                                  |
| 137259 -      | 1999 RZ96              | 7 de setembre de 1999  | Socorro                 | LINEAR                                  |
| 137260 -      | 1999 RM101             | 8 de setembre de 1999  | Socorro                 | LINEAR                                  |
| 137261 -      | 1999 RS109             | 8 de setembre de 1999  | Socorro                 | LINEAR                                  |
| 137262 -      | 1999 RF120             | 9 de setembre de 1999  | Socorro                 | LINEAR                                  |
| 137263 -      | 1999 RQ120             | 9 de setembre de 1999  | Socorro                 | LINEAR                                  |
| 137264 -      | 1999 RT121             | 9 de setembre de 1999  | Socorro                 | LINEAR                                  |
| 137265 -      | 1999 RO125             | 9 de setembre de 1999  | Socorro                 | LINEAR                                  |
| 137266 -      | 1999 RU125             | 9 de setembre de 1999  | Socorro                 | LINEAR                                  |
| 137267 -      | 1999 RS131             | 9 de setembre de 1999  | Socorro                 | LINEAR                                  |
| 137268 -      | 1999 RO139             | 9 de setembre de 1999  | Socorro                 | LINEAR                                  |
| 137269 -      | 1999 RH141             | 9 de setembre de 1999  | Socorro                 | LINEAR                                  |
| 137270 -      | 1999 RW143             | 9 de setembre de 1999  | Socorro                 | LINEAR                                  |
| 137271 -      | 1999 RC147             | 9 de setembre de 1999  | Socorro                 | LINEAR                                  |
| 137272 -      | 1999 RU154             | 9 de setembre de 1999  | Socorro                 | LINEAR                                  |
| 137273 -      | 1999 RX154             | 9 de setembre de 1999  | Socorro                 | LINEAR                                  |
| 137274 -      | 1999 RR156             | 9 de setembre de 1999  | Socorro                 | LINEAR                                  |
| 137275 -      | 1999 RP160             | 9 de setembre de 1999  | Socorro                 | LINEAR                                  |
| 137276 -      | 1999 RT162             | 9 de setembre de 1999  | Socorro                 | LINEAR                                  |
| 137277 -      | 1999 RT164             | 9 de setembre de 1999  | Socorro                 | LINEAR                                  |
| 137278 -      | 1999 RU165             | 9 de setembre de 1999  | Socorro                 | LINEAR                                  |
| 137279 -      | 1999 RP168             | 9 de setembre de 1999  | Socorro                 | LINEAR                                  |
| 137280 -      | 1999 RQ178             | 9 de setembre de 1999  | Socorro                 | LINEAR                                  |
| 137281 -      | 1999 RL181             | 9 de setembre de 1999  | Socorro                 | LINEAR                                  |
| 137282 -      | 1999 RJ182             | 9 de setembre de 1999  | Socorro                 | LINEAR                                  |
| 137283 -      | 1999 RQ182             | 9 de setembre de 1999  | Socorro                 | LINEAR                                  |
| 137284 -      | 1999 RZ182             | 9 de setembre de 1999  | Socorro                 | LINEAR                                  |
| 137285 -      | 1999 RY184             | 9 de setembre de 1999  | Socorro                 | LINEAR                                  |
| 137286 -      | 1999 RR186             | 9 de setembre de 1999  | Socorro                 | LINEAR                                  |
| 137287 -      | 1999 RM188             | 9 de setembre de 1999  | Socorro                 | LINEAR                                  |
| 137288 -      | 1999 RX190             | 10 de setembre de 1999 | Socorro                 | LINEAR                                  |
| 137289 -      | 1999 RP193             | 15 de setembre de 1999 | Kitt Peak               | Spacewatch                              |
| 137290 -      | 1999 RK202             | 8 de setembre de 1999  | Socorro                 | LINEAR                                  |
| 137291 -      | 1999 RD206             | 8 de setembre de 1999  | Socorro                 | LINEAR                                  |
| 137292 -      | 1999 RL206             | 8 de setembre de 1999  | Socorro                 | LINEAR                                  |
| 137293 -      | 1999 RL208             | 8 de setembre de 1999  | Socorro                 | LINEAR                                  |
| 137294 -      | 1999 RE215             | 7 de setembre de 1999  | Mauna Kea               | C. A. Trujillo, J. X. Luu, D. C. Jewitt |
| 137295 -      | 1999 RB216             | 8 de setembre de 1999  | Mauna Kea               | C. A. Trujillo, D. C. Jewitt, J. X. Luu |
| 137296 -      | 1999 RL219             | 6 de setembre de 1999  | Anderson Mesa           | LONEOS                                  |
| 137297 -      | 1999 RC226             | 4 de setembre de 1999  | Catalina                | CSS                                     |
| 137298 -      | 1999 RF226             | 4 de setembre de 1999  | Catalina                | CSS                                     |
| 137299 -      | 1999 RK229             | 7 de setembre de 1999  | Anderson Mesa           | LONEOS                                  |
| 137300 -      | 1999 RC233             | 8 de setembre de 1999  | Anderson Mesa           | LONEOS                                  |
| 137301-137400 |                        |                        |                         |                                         |
| 137301 -      | 1999 RP239             | 8 de setembre de 1999  | Socorro                 | LINEAR                                  |
| 137302 -      | 1999 RB254             | 4 de setembre de 1999  | Catalina                | CSS                                     |
| 137303 -      | 1999 SX9               | 23 de setembre de 1999 | Monte Agliale           | M. M. M. Santangelo                     |
| 137304 -      | 1999 SK12              | 27 de setembre de 1999 | Anderson Mesa           | LONEOS                                  |
| 137305 -      | 1999 SO14              | 30 de setembre de 1999 | Catalina                | CSS                                     |
| 137306 -      | 1999 SU16              | 29 de setembre de 1999 | Catalina                | CSS                                     |
| 137307 -      | 1999 SZ27              | 27 de setembre de 1999 | Socorro                 | LINEAR                                  |
| 137308 -      | 1999 TF2               | 2 d'octubre de 1999    | Fountain Hills          | C. W. Juels                             |
| 137309 -      | 1999 TM5               | 1 d'octubre de 1999    | Višnjan Observatory     | K. Korlević, M. Jurić                   |
| 137310 -      | 1999 TF9               | 7 d'octubre de 1999    | Višnjan Observatory     | K. Korlević, M. Jurić                   |
| 137311 -      | 1999 TX9               | 9 d'octubre de 1999    | Catalina                | CSS                                     |
| 137312 -      | 1999 TK10              | 10 d'octubre de 1999   | Prescott                | P. G. Comba                             |
| 137313 -      | 1999 TR12              | 12 d'octubre de 1999   | Prescott                | P. G. Comba                             |
| 137314 -      | 1999 TQ14              | 12 d'octubre de 1999   | Ondřejov                | P. Kušnirák                             |
| 137315 -      | 1999 TB20              | 15 d'octubre de 1999   | Xinglong                | BAO Schmidt CCD Asteroid Program        |
| 137316 -      | 1999 TQ20              | 5 d'octubre de 1999    | Goodricke-Pigott        | R. A. Tucker                            |
| 137317 -      | 1999 TY21              | 3 d'octubre de 1999    | Kitt Peak               | Spacewatch                              |
| 137318 -      | 1999 TG22              | 3 d'octubre de 1999    | Kitt Peak               | Spacewatch                              |
| 137319 -      | 1999 TV23              | 4 d'octubre de 1999    | Kitt Peak               | Spacewatch                              |
| 137320 -      | 1999 TZ28              | 4 d'octubre de 1999    | Socorro                 | LINEAR                                  |
| 137321 -      | 1999 TN29              | 4 d'octubre de 1999    | Socorro                 | LINEAR                                  |
| 137322 -      | 1999 TR32              | 4 d'octubre de 1999    | Socorro                 | LINEAR                                  |
| 137323 -      | 1999 TF35              | 4 d'octubre de 1999    | Socorro                 | LINEAR                                  |
| 137324 -      | 1999 TX35              | 6 d'octubre de 1999    | Socorro                 | LINEAR                                  |
| 137325 -      | 1999 TQ37              | 1 d'octubre de 1999    | Catalina                | CSS                                     |
| 137326 -      | 1999 TT40              | 5 d'octubre de 1999    | Catalina                | CSS                                     |
| 137327 -      | 1999 TK41              | 2 d'octubre de 1999    | Kitt Peak               | Spacewatch                              |
| 137328 -      | 1999 TJ42              | 3 d'octubre de 1999    | Kitt Peak               | Spacewatch                              |
| 137329 -      | 1999 TO45              | 3 d'octubre de 1999    | Kitt Peak               | Spacewatch                              |
| 137330 -      | 1999 TS45              | 3 d'octubre de 1999    | Kitt Peak               | Spacewatch                              |
| 137331 -      | 1999 TX53              | 6 d'octubre de 1999    | Kitt Peak               | Spacewatch                              |
| 137332 -      | 1999 TS58              | 6 d'octubre de 1999    | Kitt Peak               | Spacewatch                              |
| 137333 -      | 1999 TN63              | 7 d'octubre de 1999    | Kitt Peak               | Spacewatch                              |
| 137334 -      | 1999 TC67              | 8 d'octubre de 1999    | Kitt Peak               | Spacewatch                              |
| 137335 -      | 1999 TE68              | 8 d'octubre de 1999    | Kitt Peak               | Spacewatch                              |
| 137336 -      | 1999 TG68              | 8 d'octubre de 1999    | Kitt Peak               | Spacewatch                              |
| 137337 -      | 1999 TX76              | 10 d'octubre de 1999   | Kitt Peak               | Spacewatch                              |
| 137338 -      | 1999 TH77              | 10 d'octubre de 1999   | Kitt Peak               | Spacewatch                              |
| 137339 -      | 1999 TD78              | 11 d'octubre de 1999   | Kitt Peak               | Spacewatch                              |
| 137340 -      | 1999 TB83              | 12 d'octubre de 1999   | Kitt Peak               | Spacewatch                              |
| 137341 -      | 1999 TD83              | 12 d'octubre de 1999   | Kitt Peak               | Spacewatch                              |
| 137342 -      | 1999 TU85              | 14 d'octubre de 1999   | Kitt Peak               | Spacewatch                              |
| 137343 -      | 1999 TV85              | 14 d'octubre de 1999   | Kitt Peak               | Spacewatch                              |
| 137344 -      | 1999 TB89              | 2 d'octubre de 1999    | Socorro                 | LINEAR                                  |
| 137345 -      | 1999 TK89              | 2 d'octubre de 1999    | Socorro                 | LINEAR                                  |
| 137346 -      | 1999 TP90              | 2 d'octubre de 1999    | Socorro                 | LINEAR                                  |
| 137347 -      | 1999 TL94              | 2 d'octubre de 1999    | Socorro                 | LINEAR                                  |
| 137348 -      | 1999 TZ94              | 2 d'octubre de 1999    | Socorro                 | LINEAR                                  |
| 137349 -      | 1999 TQ97              | 2 d'octubre de 1999    | Socorro                 | LINEAR                                  |
| 137350 -      | 1999 TK100             | 2 d'octubre de 1999    | Socorro                 | LINEAR                                  |
| 137351 -      | 1999 TO100             | 2 d'octubre de 1999    | Socorro                 | LINEAR                                  |
| 137352 -      | 1999 TY103             | 3 d'octubre de 1999    | Socorro                 | LINEAR                                  |
| 137353 -      | 1999 TW104             | 3 d'octubre de 1999    | Socorro                 | LINEAR                                  |
| 137354 -      | 1999 TA105             | 3 d'octubre de 1999    | Socorro                 | LINEAR                                  |
| 137355 -      | 1999 TS106             | 4 d'octubre de 1999    | Socorro                 | LINEAR                                  |
| 137356 -      | 1999 TN108             | 4 d'octubre de 1999    | Socorro                 | LINEAR                                  |
| 137357 -      | 1999 TQ108             | 4 d'octubre de 1999    | Socorro                 | LINEAR                                  |
| 137358 -      | 1999 TE111             | 4 d'octubre de 1999    | Socorro                 | LINEAR                                  |
| 137359 -      | 1999 TS113             | 4 d'octubre de 1999    | Socorro                 | LINEAR                                  |
| 137360 -      | 1999 TF114             | 4 d'octubre de 1999    | Socorro                 | LINEAR                                  |
| 137361 -      | 1999 TQ114             | 4 d'octubre de 1999    | Socorro                 | LINEAR                                  |
| 137362 -      | 1999 TC117             | 4 d'octubre de 1999    | Socorro                 | LINEAR                                  |
| 137363 -      | 1999 TD117             | 4 d'octubre de 1999    | Socorro                 | LINEAR                                  |
| 137364 -      | 1999 TZ118             | 4 d'octubre de 1999    | Socorro                 | LINEAR                                  |
| 137365 -      | 1999 TU120             | 4 d'octubre de 1999    | Socorro                 | LINEAR                                  |
| 137366 -      | 1999 TV120             | 4 d'octubre de 1999    | Socorro                 | LINEAR                                  |
| 137367 -      | 1999 TC123             | 4 d'octubre de 1999    | Socorro                 | LINEAR                                  |
| 137368 -      | 1999 TE124             | 4 d'octubre de 1999    | Socorro                 | LINEAR                                  |
| 137369 -      | 1999 TQ124             | 4 d'octubre de 1999    | Socorro                 | LINEAR                                  |
| 137370 -      | 1999 TA126             | 4 d'octubre de 1999    | Socorro                 | LINEAR                                  |
| 137371 -      | 1999 TF126             | 4 d'octubre de 1999    | Socorro                 | LINEAR                                  |
| 137372 -      | 1999 TM126             | 4 d'octubre de 1999    | Socorro                 | LINEAR                                  |
| 137373 -      | 1999 TD128             | 4 d'octubre de 1999    | Socorro                 | LINEAR                                  |
| 137374 -      | 1999 TJ128             | 4 d'octubre de 1999    | Socorro                 | LINEAR                                  |
| 137375 -      | 1999 TM131             | 6 d'octubre de 1999    | Socorro                 | LINEAR                                  |
| 137376 -      | 1999 TT133             | 6 d'octubre de 1999    | Socorro                 | LINEAR                                  |
| 137377 -      | 1999 TD135             | 6 d'octubre de 1999    | Socorro                 | LINEAR                                  |
| 137378 -      | 1999 TS136             | 6 d'octubre de 1999    | Socorro                 | LINEAR                                  |
| 137379 -      | 1999 TV138             | 6 d'octubre de 1999    | Socorro                 | LINEAR                                  |
| 137380 -      | 1999 TO144             | 7 d'octubre de 1999    | Socorro                 | LINEAR                                  |
| 137381 -      | 1999 TQ149             | 7 d'octubre de 1999    | Socorro                 | LINEAR                                  |
| 137382 -      | 1999 TF150             | 7 d'octubre de 1999    | Socorro                 | LINEAR                                  |
| 137383 -      | 1999 TL151             | 7 d'octubre de 1999    | Socorro                 | LINEAR                                  |
| 137384 -      | 1999 TS154             | 7 d'octubre de 1999    | Socorro                 | LINEAR                                  |
| 137385 -      | 1999 TC155             | 7 d'octubre de 1999    | Socorro                 | LINEAR                                  |
| 137386 -      | 1999 TK155             | 7 d'octubre de 1999    | Socorro                 | LINEAR                                  |
| 137387 -      | 1999 TB156             | 7 d'octubre de 1999    | Socorro                 | LINEAR                                  |
| 137388 -      | 1999 TY156             | 9 d'octubre de 1999    | Socorro                 | LINEAR                                  |
| 137389 -      | 1999 TL157             | 9 d'octubre de 1999    | Socorro                 | LINEAR                                  |
| 137390 -      | 1999 TS157             | 9 d'octubre de 1999    | Socorro                 | LINEAR                                  |
| 137391 -      | 1999 TF158             | 7 d'octubre de 1999    | Socorro                 | LINEAR                                  |
| 137392 -      | 1999 TS159             | 9 d'octubre de 1999    | Socorro                 | LINEAR                                  |
| 137393 -      | 1999 TW159             | 9 d'octubre de 1999    | Socorro                 | LINEAR                                  |
| 137394 -      | 1999 TK162             | 9 d'octubre de 1999    | Socorro                 | LINEAR                                  |
| 137395 -      | 1999 TZ163             | 9 d'octubre de 1999    | Socorro                 | LINEAR                                  |
| 137396 -      | 1999 TY164             | 10 d'octubre de 1999   | Socorro                 | LINEAR                                  |
| 137397 -      | 1999 TH165             | 10 d'octubre de 1999   | Socorro                 | LINEAR                                  |
| 137398 -      | 1999 TW170             | 10 d'octubre de 1999   | Socorro                 | LINEAR                                  |
| 137399 -      | 1999 TY171             | 10 d'octubre de 1999   | Socorro                 | LINEAR                                  |
| 137400 -      | 1999 TC177             | 10 d'octubre de 1999   | Socorro                 | LINEAR                                  |
| 137401-137500 |                        |                        |                         |                                         |
| 137401 -      | 1999 TM177             | 10 d'octubre de 1999   | Socorro                 | LINEAR                                  |
| 137402 -      | 1999 TS177             | 10 d'octubre de 1999   | Socorro                 | LINEAR                                  |
| 137403 -      | 1999 TE178             | 10 d'octubre de 1999   | Socorro                 | LINEAR                                  |
| 137404 -      | 1999 TT178             | 10 d'octubre de 1999   | Socorro                 | LINEAR                                  |
| 137405 -      | 1999 TX179             | 10 d'octubre de 1999   | Socorro                 | LINEAR                                  |
| 137406 -      | 1999 TC180             | 10 d'octubre de 1999   | Socorro                 | LINEAR                                  |
| 137407 -      | 1999 TK180             | 10 d'octubre de 1999   | Socorro                 | LINEAR                                  |
| 137408 -      | 1999 TK183             | 11 d'octubre de 1999   | Socorro                 | LINEAR                                  |
| 137409 -      | 1999 TJ186             | 12 d'octubre de 1999   | Socorro                 | LINEAR                                  |
| 137410 -      | 1999 TQ186             | 12 d'octubre de 1999   | Socorro                 | LINEAR                                  |
| 137411 -      | 1999 TS188             | 12 d'octubre de 1999   | Socorro                 | LINEAR                                  |
| 137412 -      | 1999 TM189             | 12 d'octubre de 1999   | Socorro                 | LINEAR                                  |
| 137413 -      | 1999 TY189             | 12 d'octubre de 1999   | Socorro                 | LINEAR                                  |
| 137414 -      | 1999 TB190             | 12 d'octubre de 1999   | Socorro                 | LINEAR                                  |
| 137415 -      | 1999 TY192             | 12 d'octubre de 1999   | Socorro                 | LINEAR                                  |
| 137416 -      | 1999 TW193             | 12 d'octubre de 1999   | Socorro                 | LINEAR                                  |
| 137417 -      | 1999 TW194             | 12 d'octubre de 1999   | Socorro                 | LINEAR                                  |
| 137418 -      | 1999 TK195             | 12 d'octubre de 1999   | Socorro                 | LINEAR                                  |
| 137419 -      | 1999 TN195             | 12 d'octubre de 1999   | Socorro                 | LINEAR                                  |
| 137420 -      | 1999 TT195             | 12 d'octubre de 1999   | Socorro                 | LINEAR                                  |
| 137421 -      | 1999 TR199             | 12 d'octubre de 1999   | Socorro                 | LINEAR                                  |
| 137422 -      | 1999 TE202             | 13 d'octubre de 1999   | Socorro                 | LINEAR                                  |
| 137423 -      | 1999 TO202             | 13 d'octubre de 1999   | Socorro                 | LINEAR                                  |
| 137424 -      | 1999 TY202             | 13 d'octubre de 1999   | Socorro                 | LINEAR                                  |
| 137425 -      | 1999 TV205             | 13 d'octubre de 1999   | Socorro                 | LINEAR                                  |
| 137426 -      | 1999 TM207             | 14 d'octubre de 1999   | Socorro                 | LINEAR                                  |
| 137427 -      | 1999 TF211             | 15 d'octubre de 1999   | Socorro                 | LINEAR                                  |
| 137428 -      | 1999 TJ211             | 15 d'octubre de 1999   | Socorro                 | LINEAR                                  |
| 137429 -      | 1999 TX212             | 15 d'octubre de 1999   | Socorro                 | LINEAR                                  |
| 137430 -      | 1999 TA213             | 15 d'octubre de 1999   | Socorro                 | LINEAR                                  |
| 137431 -      | 1999 TU215             | 15 d'octubre de 1999   | Socorro                 | LINEAR                                  |
| 137432 -      | 1999 TD216             | 15 d'octubre de 1999   | Socorro                 | LINEAR                                  |
| 137433 -      | 1999 TT216             | 15 d'octubre de 1999   | Socorro                 | LINEAR                                  |
| 137434 -      | 1999 TQ219             | 1 d'octubre de 1999    | Catalina                | CSS                                     |
| 137435 -      | 1999 TE220             | 1 d'octubre de 1999    | Catalina                | CSS                                     |
| 137436 -      | 1999 TE226             | 2 d'octubre de 1999    | Kitt Peak               | Spacewatch                              |
| 137437 -      | 1999 TG229             | 4 d'octubre de 1999    | Socorro                 | LINEAR                                  |
| 137438 -      | 1999 TP232             | 5 d'octubre de 1999    | Catalina                | CSS                                     |
| 137439 -      | 1999 TL233             | 3 d'octubre de 1999    | Socorro                 | LINEAR                                  |
| 137440 -      | 1999 TX235             | 3 d'octubre de 1999    | Catalina                | CSS                                     |
| 137441 -      | 1999 TG238             | 4 d'octubre de 1999    | Catalina                | CSS                                     |
| 137442 -      | 1999 TJ239             | 4 d'octubre de 1999    | Catalina                | CSS                                     |
| 137443 -      | 1999 TK240             | 4 d'octubre de 1999    | Catalina                | CSS                                     |
| 137444 -      | 1999 TE245             | 12 d'octubre de 1999   | Socorro                 | LINEAR                                  |
| 137445 -      | 1999 TE247             | 6 d'octubre de 1999    | Socorro                 | LINEAR                                  |
| 137446 -      | 1999 TW252             | 9 d'octubre de 1999    | Socorro                 | LINEAR                                  |
| 137447 -      | 1999 TN254             | 8 d'octubre de 1999    | Socorro                 | LINEAR                                  |
| 137448 -      | 1999 TS257             | 9 d'octubre de 1999    | Socorro                 | LINEAR                                  |
| 137449 -      | 1999 TB264             | 15 d'octubre de 1999   | Kitt Peak               | Spacewatch                              |
| 137450 -      | 1999 TG273             | 5 d'octubre de 1999    | Socorro                 | LINEAR                                  |
| 137451 -      | 1999 TD280             | 7 d'octubre de 1999    | Socorro                 | LINEAR                                  |
| 137452 -      | 1999 TW281             | 8 d'octubre de 1999    | Socorro                 | LINEAR                                  |
| 137453 -      | 1999 TL283             | 9 d'octubre de 1999    | Socorro                 | LINEAR                                  |
| 137454 -      | 1999 TT283             | 9 d'octubre de 1999    | Socorro                 | LINEAR                                  |
| 137455 -      | 1999 TE285             | 9 d'octubre de 1999    | Socorro                 | LINEAR                                  |
| 137456 -      | 1999 TF288             | 10 d'octubre de 1999   | Socorro                 | LINEAR                                  |
| 137457 -      | 1999 TC289             | 10 d'octubre de 1999   | Socorro                 | LINEAR                                  |
| 137458 -      | 1999 TD290             | 10 d'octubre de 1999   | Socorro                 | LINEAR                                  |
| 137459 -      | 1999 TH293             | 12 d'octubre de 1999   | Socorro                 | LINEAR                                  |
| 137460 -      | 1999 TN313             | 6 d'octubre de 1999    | Socorro                 | LINEAR                                  |
| 137461 -      | 1999 TJ316             | 10 d'octubre de 1999   | Kitt Peak               | Spacewatch                              |
| 137462 -      | 1999 TN316             | 10 d'octubre de 1999   | Kitt Peak               | Spacewatch                              |
| 137463 -      | 1999 TT320             | 10 d'octubre de 1999   | Socorro                 | LINEAR                                  |
| 137464 -      | 1999 TV320             | 10 d'octubre de 1999   | Socorro                 | LINEAR                                  |
| 137465 -      | 1999 UG3               | 19 d'octubre de 1999   | Bergisch Gladbach       | W. Bickel                               |
| 137466 -      | 1999 UB4               | 27 d'octubre de 1999   | Starkenburg Observatory | Starkenburg                             |
| 137467 -      | 1999 UN9               | 29 d'octubre de 1999   | Catalina                | CSS                                     |
| 137468 -      | 1999 UT11              | 29 d'octubre de 1999   | Kitt Peak               | Spacewatch                              |
| 137469 -      | 1999 UE14              | 29 d'octubre de 1999   | Catalina                | CSS                                     |
| 137470 -      | 1999 UX15              | 29 d'octubre de 1999   | Catalina                | CSS                                     |
| 137471 -      | 1999 UN16              | 29 d'octubre de 1999   | Catalina                | CSS                                     |
| 137472 -      | 1999 UW16              | 29 d'octubre de 1999   | Catalina                | CSS                                     |
| 137473 -      | 1999 UY16              | 30 d'octubre de 1999   | Catalina                | CSS                                     |
| 137474 -      | 1999 UT17              | 30 d'octubre de 1999   | Kitt Peak               | Spacewatch                              |
| 137475 -      | 1999 UD19              | 30 d'octubre de 1999   | Kitt Peak               | Spacewatch                              |
| 137476 -      | 1999 UC20              | 31 d'octubre de 1999   | Kitt Peak               | Spacewatch                              |
| 137477 -      | 1999 UG20              | 31 d'octubre de 1999   | Kitt Peak               | Spacewatch                              |
| 137478 -      | 1999 UP21              | 31 d'octubre de 1999   | Kitt Peak               | Spacewatch                              |
| 137479 -      | 1999 UC24              | 28 d'octubre de 1999   | Catalina                | CSS                                     |
| 137480 -      | 1999 UD30              | 31 d'octubre de 1999   | Kitt Peak               | Spacewatch                              |
| 137481 -      | 1999 UJ30              | 31 d'octubre de 1999   | Kitt Peak               | Spacewatch                              |
| 137482 -      | 1999 UM30              | 31 d'octubre de 1999   | Kitt Peak               | Spacewatch                              |
| 137483 -      | 1999 UT32              | 31 d'octubre de 1999   | Kitt Peak               | Spacewatch                              |
| 137484 -      | 1999 UK34              | 31 d'octubre de 1999   | Kitt Peak               | Spacewatch                              |
| 137485 -      | 1999 UR35              | 30 d'octubre de 1999   | Kitt Peak               | Spacewatch                              |
| 137486 -      | 1999 UY35              | 31 d'octubre de 1999   | Kitt Peak               | Spacewatch                              |
| 137487 -      | 1999 UA37              | 16 d'octubre de 1999   | Kitt Peak               | Spacewatch                              |
| 137488 -      | 1999 UG44              | 29 d'octubre de 1999   | Catalina                | CSS                                     |
| 137489 -      | 1999 UN45              | 31 d'octubre de 1999   | Catalina                | CSS                                     |
| 137490 -      | 1999 UQ50              | 30 d'octubre de 1999   | Catalina                | CSS                                     |
| 137491 -      | 1999 UD51              | 31 d'octubre de 1999   | Catalina                | CSS                                     |
| 137492 -      | 1999 UM51              | 31 d'octubre de 1999   | Catalina                | CSS                                     |
| 137493 -      | 1999 UO51              | 31 d'octubre de 1999   | Catalina                | CSS                                     |
| 137494 -      | 1999 UJ52              | 31 d'octubre de 1999   | Catalina                | CSS                                     |
| 137495 -      | 1999 UH53              | 21 d'octubre de 1999   | Socorro                 | LINEAR                                  |
| 137496 -      | 1999 UM53              | 19 d'octubre de 1999   | Kitt Peak               | Spacewatch                              |
| 137497 -      | 1999 VH                | Ondřejov               | L. Šarounová            |                                         |
| 137498 -      | 1999 VP8               | 7 de novembre de 1999  | Gnosca                  | S. Sposetti                             |
| 137499 -      | 1999 VS11              | 5 de novembre de 1999  | Farpoint                | Farpoint                                |
| 137500 -      | 1999 VG13              | 1 de novembre de 1999  | Socorro                 | LINEAR                                  |
| 137501-137600 |                        |                        |                         |                                         |
| 137501 -      | 1999 VE15              | 2 de novembre de 1999  | Kitt Peak               | Spacewatch                              |
| 137502 -      | 1999 VP19              | 10 de novembre de 1999 | Višnjan Observatory     | K. Korlević                             |
| 137503 -      | 1999 VZ19              | 10 de novembre de 1999 | Višnjan Observatory     | K. Korlević                             |
| 137504 -      | 1999 VO21              | 12 de novembre de 1999 | Višnjan Observatory     | K. Korlević                             |
| 137505 -      | 1999 VZ21              | 12 de novembre de 1999 | Višnjan Observatory     | K. Korlević                             |
| 137506 -      | 1999 VA22              | 12 de novembre de 1999 | Višnjan Observatory     | K. Korlević                             |
| 137507 -      | 1999 VH23              | 8 de novembre de 1999  | Majorca                 | R. Pacheco, À. López                    |
| 137508 -      | 1999 VV27              | 3 de novembre de 1999  | Catalina                | CSS                                     |
| 137509 -      | 1999 VA29              | 3 de novembre de 1999  | Socorro                 | LINEAR                                  |
| 137510 -      | 1999 VL30              | 3 de novembre de 1999  | Socorro                 | LINEAR                                  |
| 137511 -      | 1999 VW32              | 3 de novembre de 1999  | Socorro                 | LINEAR                                  |
| 137512 -      | 1999 VZ33              | 3 de novembre de 1999  | Socorro                 | LINEAR                                  |
| 137513 -      | 1999 VY35              | 3 de novembre de 1999  | Socorro                 | LINEAR                                  |
| 137514 -      | 1999 VG37              | 3 de novembre de 1999  | Socorro                 | LINEAR                                  |
| 137515 -      | 1999 VC38              | 3 de novembre de 1999  | Socorro                 | LINEAR                                  |
| 137516 -      | 1999 VY41              | 4 de novembre de 1999  | Kitt Peak               | Spacewatch                              |
| 137517 -      | 1999 VT42              | 4 de novembre de 1999  | Kitt Peak               | Spacewatch                              |
| 137518 -      | 1999 VA43              | 4 de novembre de 1999  | Kitt Peak               | Spacewatch                              |
| 137519 -      | 1999 VW43              | 1 de novembre de 1999  | Catalina                | CSS                                     |
| 137520 -      | 1999 VP44              | 4 de novembre de 1999  | Catalina                | CSS                                     |
| 137521 -      | 1999 VZ46              | 4 de novembre de 1999  | Socorro                 | LINEAR                                  |
| 137522 -      | 1999 VD48              | 3 de novembre de 1999  | Socorro                 | LINEAR                                  |
| 137523 -      | 1999 VJ49              | 3 de novembre de 1999  | Socorro                 | LINEAR                                  |
| 137524 -      | 1999 VM49              | 3 de novembre de 1999  | Socorro                 | LINEAR                                  |
| 137525 -      | 1999 VM50              | 3 de novembre de 1999  | Socorro                 | LINEAR                                  |
| 137526 -      | 1999 VB51              | 3 de novembre de 1999  | Socorro                 | LINEAR                                  |
| 137527 -      | 1999 VA52              | 3 de novembre de 1999  | Socorro                 | LINEAR                                  |
| 137528 -      | 1999 VP54              | 4 de novembre de 1999  | Socorro                 | LINEAR                                  |
| 137529 -      | 1999 VR54              | 4 de novembre de 1999  | Socorro                 | LINEAR                                  |
| 137530 -      | 1999 VH58              | 4 de novembre de 1999  | Socorro                 | LINEAR                                  |
| 137531 -      | 1999 VX58              | 4 de novembre de 1999  | Socorro                 | LINEAR                                  |
| 137532 -      | 1999 VL59              | 4 de novembre de 1999  | Socorro                 | LINEAR                                  |
| 137533 -      | 1999 VQ61              | 4 de novembre de 1999  | Socorro                 | LINEAR                                  |
| 137534 -      | 1999 VT61              | 4 de novembre de 1999  | Socorro                 | LINEAR                                  |
| 137535 -      | 1999 VE62              | 4 de novembre de 1999  | Socorro                 | LINEAR                                  |
| 137536 -      | 1999 VC63              | 4 de novembre de 1999  | Socorro                 | LINEAR                                  |
| 137537 -      | 1999 VR66              | 4 de novembre de 1999  | Socorro                 | LINEAR                                  |
| 137538 -      | 1999 VJ67              | 4 de novembre de 1999  | Socorro                 | LINEAR                                  |
| 137539 -      | 1999 VD69              | 4 de novembre de 1999  | Socorro                 | LINEAR                                  |
| 137540 -      | 1999 VE69              | 4 de novembre de 1999  | Socorro                 | LINEAR                                  |
| 137541 -      | 1999 VN70              | 4 de novembre de 1999  | Socorro                 | LINEAR                                  |
| 137542 -      | 1999 VQ70              | 4 de novembre de 1999  | Socorro                 | LINEAR                                  |
| 137543 -      | 1999 VW70              | 4 de novembre de 1999  | Socorro                 | LINEAR                                  |
| 137544 -      | 1999 VG72              | 12 de novembre de 1999 | Xinglong                | BAO Schmidt CCD Asteroid Program        |
| 137545 -      | 1999 VP75              | 5 de novembre de 1999  | Kitt Peak               | Spacewatch                              |
| 137546 -      | 1999 VY76              | 5 de novembre de 1999  | Kitt Peak               | Spacewatch                              |
| 137547 -      | 1999 VZ76              | 5 de novembre de 1999  | Kitt Peak               | Spacewatch                              |
| 137548 -      | 1999 VE77              | 5 de novembre de 1999  | Kitt Peak               | Spacewatch                              |
| 137549 -      | 1999 VW77              | 3 de novembre de 1999  | Socorro                 | LINEAR                                  |
| 137550 -      | 1999 VV78              | 4 de novembre de 1999  | Socorro                 | LINEAR                                  |
| 137551 -      | 1999 VL84              | 6 de novembre de 1999  | Kitt Peak               | Spacewatch                              |
| 137552 -      | 1999 VG85              | 6 de novembre de 1999  | Kitt Peak               | Spacewatch                              |
| 137553 -      | 1999 VY85              | 4 de novembre de 1999  | Socorro                 | LINEAR                                  |
| 137554 -      | 1999 VA86              | 4 de novembre de 1999  | Socorro                 | LINEAR                                  |
| 137555 -      | 1999 VE86              | 4 de novembre de 1999  | Socorro                 | LINEAR                                  |
| 137556 -      | 1999 VA89              | 4 de novembre de 1999  | Socorro                 | LINEAR                                  |
| 137557 -      | 1999 VH89              | 4 de novembre de 1999  | Socorro                 | LINEAR                                  |
| 137558 -      | 1999 VY89              | 5 de novembre de 1999  | Socorro                 | LINEAR                                  |
| 137559 -      | 1999 VE90              | 5 de novembre de 1999  | Socorro                 | LINEAR                                  |
| 137560 -      | 1999 VL92              | 9 de novembre de 1999  | Socorro                 | LINEAR                                  |
| 137561 -      | 1999 VH94              | 9 de novembre de 1999  | Socorro                 | LINEAR                                  |
| 137562 -      | 1999 VX95              | 9 de novembre de 1999  | Socorro                 | LINEAR                                  |
| 137563 -      | 1999 VB96              | 9 de novembre de 1999  | Socorro                 | LINEAR                                  |
| 137564 -      | 1999 VD100             | 9 de novembre de 1999  | Socorro                 | LINEAR                                  |
| 137565 -      | 1999 VW101             | 9 de novembre de 1999  | Socorro                 | LINEAR                                  |
| 137566 -      | 1999 VO104             | 9 de novembre de 1999  | Socorro                 | LINEAR                                  |
| 137567 -      | 1999 VZ104             | 9 de novembre de 1999  | Socorro                 | LINEAR                                  |
| 137568 -      | 1999 VW106             | 9 de novembre de 1999  | Socorro                 | LINEAR                                  |
| 137569 -      | 1999 VJ108             | 9 de novembre de 1999  | Socorro                 | LINEAR                                  |
| 137570 -      | 1999 VF109             | 9 de novembre de 1999  | Socorro                 | LINEAR                                  |
| 137571 -      | 1999 VT110             | 9 de novembre de 1999  | Socorro                 | LINEAR                                  |
| 137572 -      | 1999 VC112             | 9 de novembre de 1999  | Socorro                 | LINEAR                                  |
| 137573 -      | 1999 VR113             | 4 de novembre de 1999  | Catalina                | CSS                                     |
| 137574 -      | 1999 VF120             | 4 de novembre de 1999  | Kitt Peak               | Spacewatch                              |
| 137575 -      | 1999 VT121             | 4 de novembre de 1999  | Kitt Peak               | Spacewatch                              |
| 137576 -      | 1999 VZ123             | 5 de novembre de 1999  | Kitt Peak               | Spacewatch                              |
| 137577 -      | 1999 VW125             | 6 de novembre de 1999  | Kitt Peak               | Spacewatch                              |
| 137578 -      | 1999 VN127             | 9 de novembre de 1999  | Kitt Peak               | Spacewatch                              |
| 137579 -      | 1999 VH130             | 12 de novembre de 1999 | Kitt Peak               | Spacewatch                              |
| 137580 -      | 1999 VO136             | 9 de novembre de 1999  | Socorro                 | LINEAR                                  |
| 137581 -      | 1999 VV137             | 12 de novembre de 1999 | Socorro                 | LINEAR                                  |
| 137582 -      | 1999 VE139             | 9 de novembre de 1999  | Kitt Peak               | Spacewatch                              |
| 137583 -      | 1999 VE141             | 10 de novembre de 1999 | Kitt Peak               | Spacewatch                              |
| 137584 -      | 1999 VK142             | 10 de novembre de 1999 | Kitt Peak               | Spacewatch                              |
| 137585 -      | 1999 VJ145             | 9 de novembre de 1999  | Socorro                 | LINEAR                                  |
| 137586 -      | 1999 VS145             | 9 de novembre de 1999  | Socorro                 | LINEAR                                  |
| 137587 -      | 1999 VU146             | 12 de novembre de 1999 | Socorro                 | LINEAR                                  |
| 137588 -      | 1999 VN147             | 13 de novembre de 1999 | Socorro                 | LINEAR                                  |
| 137589 -      | 1999 VR149             | 14 de novembre de 1999 | Socorro                 | LINEAR                                  |
| 137590 -      | 1999 VF151             | 14 de novembre de 1999 | Socorro                 | LINEAR                                  |
| 137591 -      | 1999 VN153             | 11 de novembre de 1999 | Kitt Peak               | Spacewatch                              |
| 137592 -      | 1999 VU153             | 13 de novembre de 1999 | Kitt Peak               | Spacewatch                              |
| 137593 -      | 1999 VM158             | 14 de novembre de 1999 | Socorro                 | LINEAR                                  |
| 137594 -      | 1999 VA161             | 14 de novembre de 1999 | Socorro                 | LINEAR                                  |
| 137595 -      | 1999 VP161             | 14 de novembre de 1999 | Socorro                 | LINEAR                                  |
| 137596 -      | 1999 VV161             | 14 de novembre de 1999 | Socorro                 | LINEAR                                  |
| 137597 -      | 1999 VW161             | 14 de novembre de 1999 | Socorro                 | LINEAR                                  |
| 137598 -      | 1999 VA164             | 14 de novembre de 1999 | Socorro                 | LINEAR                                  |
| 137599 -      | 1999 VN164             | 14 de novembre de 1999 | Socorro                 | LINEAR                                  |
| 137600 -      | 1999 VJ169             | 14 de novembre de 1999 | Socorro                 | LINEAR                                  |
| 137601-137700 |                        |                        |                         |                                         |
| 137601 -      | 1999 VO170             | 14 de novembre de 1999 | Socorro                 | LINEAR                                  |
| 137602 -      | 1999 VF171             | 14 de novembre de 1999 | Socorro                 | LINEAR                                  |
| 137603 -      | 1999 VJ171             | 14 de novembre de 1999 | Socorro                 | LINEAR                                  |
| 137604 -      | 1999 VP173             | 15 de novembre de 1999 | Socorro                 | LINEAR                                  |
| 137605 -      | 1999 VK174             | 11 de novembre de 1999 | Anderson Mesa           | LONEOS                                  |
| 137606 -      | 1999 VJ175             | 10 de novembre de 1999 | Kitt Peak               | Spacewatch                              |
| 137607 -      | 1999 VC176             | 2 de novembre de 1999  | Catalina                | CSS                                     |
| 137608 -      | 1999 VZ176             | 5 de novembre de 1999  | Socorro                 | LINEAR                                  |
| 137609 -      | 1999 VF180             | 5 de novembre de 1999  | Socorro                 | LINEAR                                  |
| 137610 -      | 1999 VB183             | 9 de novembre de 1999  | Socorro                 | LINEAR                                  |
| 137611 -      | 1999 VU183             | 12 de novembre de 1999 | Socorro                 | LINEAR                                  |
| 137612 -      | 1999 VQ187             | 15 de novembre de 1999 | Socorro                 | LINEAR                                  |
| 137613 -      | 1999 VW188             | 15 de novembre de 1999 | Socorro                 | LINEAR                                  |
| 137614 -      | 1999 VN189             | 15 de novembre de 1999 | Socorro                 | LINEAR                                  |
| 137615 -      | 1999 VR191             | 12 de novembre de 1999 | Socorro                 | LINEAR                                  |
| 137616 -      | 1999 VJ192             | 1 de novembre de 1999  | Anderson Mesa           | LONEOS                                  |
| 137617 -      | 1999 VJ195             | 3 de novembre de 1999  | Catalina                | CSS                                     |
| 137618 -      | 1999 VT197             | 3 de novembre de 1999  | Catalina                | CSS                                     |
| 137619 -      | 1999 VG204             | 9 de novembre de 1999  | Socorro                 | LINEAR                                  |
| 137620 -      | 1999 VD207             | 11 de novembre de 1999 | Catalina                | CSS                                     |
| 137621 -      | 1999 VL207             | 12 de novembre de 1999 | Socorro                 | LINEAR                                  |
| 137622 -      | 1999 VR207             | 13 de novembre de 1999 | Kitt Peak               | Spacewatch                              |
| 137623 -      | 1999 VB211             | 13 de novembre de 1999 | Anderson Mesa           | LONEOS                                  |
| 137624 -      | 1999 VQ213             | 14 de novembre de 1999 | Anderson Mesa           | LONEOS                                  |
| 137625 -      | 1999 VT219             | 5 de novembre de 1999  | Socorro                 | LINEAR                                  |
| 137626 -      | 1999 VG220             | 3 de novembre de 1999  | Kitt Peak               | Spacewatch                              |
| 137627 -      | 1999 VS220             | 3 de novembre de 1999  | Socorro                 | LINEAR                                  |
| 137628 -      | 1999 VH222             | 4 de novembre de 1999  | Kitt Peak               | Spacewatch                              |
| 137629 -      | 1999 VN226             | 13 de novembre de 1999 | Catalina                | CSS                                     |
| 137630 -      | 1999 WV                | Oohira                 | T. Urata                |                                         |
| 137631 -      | 1999 WU1               | 25 de novembre de 1999 | Višnjan Observatory     | K. Korlević                             |
| 137632 -      | 1999 WG2               | 26 de novembre de 1999 | Linz                    | E. Meyer                                |
| 137633 -      | 1999 WR2               | 26 de novembre de 1999 | Monte Agliale           | M. M. M. Santangelo                     |
| 137634 -      | 1999 WF5               | 28 de novembre de 1999 | Kitt Peak               | Spacewatch                              |
| 137635 -      | 1999 WD8               | 28 de novembre de 1999 | Kvistaberg              | Uppsala-DLR Asteroid Survey             |
| 137636 -      | 1999 WS8               | 28 de novembre de 1999 | Gnosca                  | S. Sposetti                             |
| 137637 -      | 1999 WS10              | 28 de novembre de 1999 | Kitt Peak               | Spacewatch                              |
| 137638 -      | 1999 WS11              | 28 de novembre de 1999 | Kitt Peak               | Spacewatch                              |
| 137639 -      | 1999 WC12              | 28 de novembre de 1999 | Kitt Peak               | Spacewatch                              |
| 137640 -      | 1999 WW12              | 30 de novembre de 1999 | Kitt Peak               | Spacewatch                              |
| 137641 -      | 1999 WE13              | 30 de novembre de 1999 | Kitt Peak               | Spacewatch                              |
| 137642 -      | 1999 WU14              | 28 de novembre de 1999 | Kitt Peak               | Spacewatch                              |
| 137643 -      | 1999 WC15              | 29 de novembre de 1999 | Kitt Peak               | Spacewatch                              |
| 137644 -      | 1999 WJ15              | 29 de novembre de 1999 | Kitt Peak               | Spacewatch                              |
| 137645 -      | 1999 WZ15              | 29 de novembre de 1999 | Kitt Peak               | Spacewatch                              |
| 137646 -      | 1999 WB16              | 29 de novembre de 1999 | Kitt Peak               | Spacewatch                              |
| 137647 -      | 1999 WR16              | 30 de novembre de 1999 | Kitt Peak               | Spacewatch                              |
| 137648 -      | 1999 WF19              | 30 de novembre de 1999 | Kitt Peak               | Spacewatch                              |
| 137649 -      | 1999 WJ20              | 16 de novembre de 1999 | Socorro                 | LINEAR                                  |
| 137650 -      | 1999 WZ24              | 28 de novembre de 1999 | Kitt Peak               | Spacewatch                              |
| 137651 -      | 1999 WG25              | 29 de novembre de 1999 | Kitt Peak               | Spacewatch                              |
| 137652 -      | 1999 WJ25              | 29 de novembre de 1999 | Kitt Peak               | Spacewatch                              |
| 137653 -      | 1999 XY                | Oizumi                 | T. Kobayashi            |                                         |
| 137654 -      | 1999 XP2               | 3 de desembre de 1999  | Kitt Peak               | Spacewatch                              |
| 137655 -      | 1999 XE3               | 4 de desembre de 1999  | Catalina                | CSS                                     |
| 137656 -      | 1999 XU6               | 4 de desembre de 1999  | Catalina                | CSS                                     |
| 137657 -      | 1999 XZ8               | 5 de desembre de 1999  | Socorro                 | LINEAR                                  |
| 137658 -      | 1999 XZ9               | 5 de desembre de 1999  | Kitt Peak               | Spacewatch                              |
| 137659 -      | 1999 XD12              | 6 de desembre de 1999  | Catalina                | CSS                                     |
| 137660 -      | 1999 XO12              | 5 de desembre de 1999  | Socorro                 | LINEAR                                  |
| 137661 -      | 1999 XF15              | 6 de desembre de 1999  | Socorro                 | LINEAR                                  |
| 137662 -      | 1999 XJ16              | 7 de desembre de 1999  | Socorro                 | LINEAR                                  |
| 137663 -      | 1999 XH19              | 3 de desembre de 1999  | Socorro                 | LINEAR                                  |
| 137664 -      | 1999 XJ22              | 6 de desembre de 1999  | Socorro                 | LINEAR                                  |
| 137665 -      | 1999 XR24              | 6 de desembre de 1999  | Socorro                 | LINEAR                                  |
| 137666 -      | 1999 XG25              | 6 de desembre de 1999  | Socorro                 | LINEAR                                  |
| 137667 -      | 1999 XW25              | 6 de desembre de 1999  | Socorro                 | LINEAR                                  |
| 137668 -      | 1999 XK28              | 6 de desembre de 1999  | Socorro                 | LINEAR                                  |
| 137669 -      | 1999 XX28              | 6 de desembre de 1999  | Socorro                 | LINEAR                                  |
| 137670 -      | 1999 XE33              | 6 de desembre de 1999  | Socorro                 | LINEAR                                  |
| 137671 -      | 1999 XP35              | 6 de desembre de 1999  | Socorro                 | LINEAR                                  |
| 137672 -      | 1999 XP40              | 7 de desembre de 1999  | Socorro                 | LINEAR                                  |
| 137673 -      | 1999 XX40              | 7 de desembre de 1999  | Socorro                 | LINEAR                                  |
| 137674 -      | 1999 XA42              | 7 de desembre de 1999  | Socorro                 | LINEAR                                  |
| 137675 -      | 1999 XF42              | 7 de desembre de 1999  | Socorro                 | LINEAR                                  |
| 137676 -      | 1999 XH42              | 7 de desembre de 1999  | Socorro                 | LINEAR                                  |
| 137677 -      | 1999 XA44              | 7 de desembre de 1999  | Socorro                 | LINEAR                                  |
| 137678 -      | 1999 XW44              | 7 de desembre de 1999  | Socorro                 | LINEAR                                  |
| 137679 -      | 1999 XC45              | 7 de desembre de 1999  | Socorro                 | LINEAR                                  |
| 137680 -      | 1999 XW45              | 7 de desembre de 1999  | Socorro                 | LINEAR                                  |
| 137681 -      | 1999 XT46              | 7 de desembre de 1999  | Socorro                 | LINEAR                                  |
| 137682 -      | 1999 XD48              | 7 de desembre de 1999  | Socorro                 | LINEAR                                  |
| 137683 -      | 1999 XS50              | 7 de desembre de 1999  | Socorro                 | LINEAR                                  |
| 137684 -      | 1999 XH51              | 7 de desembre de 1999  | Socorro                 | LINEAR                                  |
| 137685 -      | 1999 XT51              | 7 de desembre de 1999  | Socorro                 | LINEAR                                  |
| 137686 -      | 1999 XA52              | 7 de desembre de 1999  | Socorro                 | LINEAR                                  |
| 137687 -      | 1999 XV55              | 7 de desembre de 1999  | Socorro                 | LINEAR                                  |
| 137688 -      | 1999 XF59              | 7 de desembre de 1999  | Socorro                 | LINEAR                                  |
| 137689 -      | 1999 XB60              | 7 de desembre de 1999  | Socorro                 | LINEAR                                  |
| 137690 -      | 1999 XW61              | 7 de desembre de 1999  | Socorro                 | LINEAR                                  |
| 137691 -      | 1999 XC62              | 7 de desembre de 1999  | Socorro                 | LINEAR                                  |
| 137692 -      | 1999 XU62              | 7 de desembre de 1999  | Socorro                 | LINEAR                                  |
| 137693 -      | 1999 XG63              | 7 de desembre de 1999  | Socorro                 | LINEAR                                  |
| 137694 -      | 1999 XW64              | 7 de desembre de 1999  | Socorro                 | LINEAR                                  |
| 137695 -      | 1999 XT68              | 7 de desembre de 1999  | Socorro                 | LINEAR                                  |
| 137696 -      | 1999 XA69              | 7 de desembre de 1999  | Socorro                 | LINEAR                                  |
| 137697 -      | 1999 XM69              | 7 de desembre de 1999  | Socorro                 | LINEAR                                  |
| 137698 -      | 1999 XR69              | 7 de desembre de 1999  | Socorro                 | LINEAR                                  |
| 137699 -      | 1999 XE72              | 7 de desembre de 1999  | Socorro                 | LINEAR                                  |
| 137700 -      | 1999 XV72              | 7 de desembre de 1999  | Socorro                 | LINEAR                                  |
| 137701-137800 |                        |                        |                         |                                         |
| 137701 -      | 1999 XR73              | 7 de desembre de 1999  | Socorro                 | LINEAR                                  |
| 137702 -      | 1999 XZ75              | 7 de desembre de 1999  | Socorro                 | LINEAR                                  |
| 137703 -      | 1999 XE78              | 7 de desembre de 1999  | Socorro                 | LINEAR                                  |
| 137704 -      | 1999 XV78              | 7 de desembre de 1999  | Socorro                 | LINEAR                                  |
| 137705 -      | 1999 XL81              | 7 de desembre de 1999  | Socorro                 | LINEAR                                  |
| 137706 -      | 1999 XB83              | 7 de desembre de 1999  | Socorro                 | LINEAR                                  |
| 137707 -      | 1999 XJ83              | 7 de desembre de 1999  | Socorro                 | LINEAR                                  |
| 137708 -      | 1999 XK89              | 7 de desembre de 1999  | Socorro                 | LINEAR                                  |
| 137709 -      | 1999 XX89              | 7 de desembre de 1999  | Socorro                 | LINEAR                                  |
| 137710 -      | 1999 XH93              | 7 de desembre de 1999  | Socorro                 | LINEAR                                  |
| 137711 -      | 1999 XJ96              | 7 de desembre de 1999  | Socorro                 | LINEAR                                  |
| 137712 -      | 1999 XU96              | 7 de desembre de 1999  | Socorro                 | LINEAR                                  |
| 137713 -      | 1999 XX96              | 7 de desembre de 1999  | Socorro                 | LINEAR                                  |
| 137714 -      | 1999 XY96              | 7 de desembre de 1999  | Socorro                 | LINEAR                                  |
| 137715 -      | 1999 XA98              | 7 de desembre de 1999  | Socorro                 | LINEAR                                  |
| 137716 -      | 1999 XG98              | 7 de desembre de 1999  | Socorro                 | LINEAR                                  |
| 137717 -      | 1999 XT101             | 7 de desembre de 1999  | Socorro                 | LINEAR                                  |
| 137718 -      | 1999 XA102             | 7 de desembre de 1999  | Socorro                 | LINEAR                                  |
| 137719 -      | 1999 XS102             | 7 de desembre de 1999  | Socorro                 | LINEAR                                  |
| 137720 -      | 1999 XU102             | 7 de desembre de 1999  | Socorro                 | LINEAR                                  |
| 137721 -      | 1999 XW103             | 7 de desembre de 1999  | Socorro                 | LINEAR                                  |
| 137722 -      | 1999 XN104             | 7 de desembre de 1999  | Socorro                 | LINEAR                                  |
| 137723 -      | 1999 XR107             | 4 de desembre de 1999  | Catalina                | CSS                                     |
| 137724 -      | 1999 XW111             | 7 de desembre de 1999  | Socorro                 | LINEAR                                  |
| 137725 -      | 1999 XY111             | 7 de desembre de 1999  | Socorro                 | LINEAR                                  |
| 137726 -      | 1999 XL115             | 4 de desembre de 1999  | Catalina                | CSS                                     |
| 137727 -      | 1999 XG117             | 5 de desembre de 1999  | Catalina                | CSS                                     |
| 137728 -      | 1999 XP117             | 5 de desembre de 1999  | Catalina                | CSS                                     |
| 137729 -      | 1999 XW118             | 5 de desembre de 1999  | Catalina                | CSS                                     |
| 137730 -      | 1999 XR121             | 5 de desembre de 1999  | Catalina                | CSS                                     |
| 137731 -      | 1999 XW121             | 7 de desembre de 1999  | Catalina                | CSS                                     |
| 137732 -      | 1999 XY121             | 7 de desembre de 1999  | Catalina                | CSS                                     |
| 137733 -      | 1999 XG122             | 7 de desembre de 1999  | Catalina                | CSS                                     |
| 137734 -      | 1999 XC123             | 7 de desembre de 1999  | Catalina                | CSS                                     |
| 137735 -      | 1999 XF124             | 7 de desembre de 1999  | Catalina                | CSS                                     |
| 137736 -      | 1999 XX125             | 7 de desembre de 1999  | Catalina                | CSS                                     |
| 137737 -      | 1999 XD128             | 7 de desembre de 1999  | Socorro                 | LINEAR                                  |
| 137738 -      | 1999 XK130             | 12 de desembre de 1999 | Socorro                 | LINEAR                                  |
| 137739 -      | 1999 XO130             | 12 de desembre de 1999 | Socorro                 | LINEAR                                  |
| 137740 -      | 1999 XN131             | 12 de desembre de 1999 | Socorro                 | LINEAR                                  |
| 137741 -      | 1999 XA135             | 6 de desembre de 1999  | Socorro                 | LINEAR                                  |
| 137742 -      | 1999 XH136             | 13 de desembre de 1999 | Socorro                 | LINEAR                                  |
| 137743 -      | 1999 XE138             | 2 de desembre de 1999  | Kitt Peak               | Spacewatch                              |
| 137744 -      | 1999 XU138             | 5 de desembre de 1999  | Kitt Peak               | Spacewatch                              |
| 137745 -      | 1999 XY141             | 12 de desembre de 1999 | Socorro                 | LINEAR                                  |
| 137746 -      | 1999 XP153             | 7 de desembre de 1999  | Socorro                 | LINEAR                                  |
| 137747 -      | 1999 XC154             | 8 de desembre de 1999  | Socorro                 | LINEAR                                  |
| 137748 -      | 1999 XQ154             | 8 de desembre de 1999  | Socorro                 | LINEAR                                  |
| 137749 -      | 1999 XR154             | 8 de desembre de 1999  | Socorro                 | LINEAR                                  |
| 137750 -      | 1999 XB157             | 8 de desembre de 1999  | Socorro                 | LINEAR                                  |
| 137751 -      | 1999 XB159             | 8 de desembre de 1999  | Socorro                 | LINEAR                                  |
| 137752 -      | 1999 XU160             | 8 de desembre de 1999  | Socorro                 | LINEAR                                  |
| 137753 -      | 1999 XP161             | 13 de desembre de 1999 | Socorro                 | LINEAR                                  |
| 137754 -      | 1999 XY162             | 8 de desembre de 1999  | Kitt Peak               | Spacewatch                              |
| 137755 -      | 1999 XB164             | 8 de desembre de 1999  | Socorro                 | LINEAR                                  |
| 137756 -      | 1999 XZ166             | 10 de desembre de 1999 | Socorro                 | LINEAR                                  |
| 137757 -      | 1999 XK171             | 10 de desembre de 1999 | Socorro                 | LINEAR                                  |
| 137758 -      | 1999 XH173             | 10 de desembre de 1999 | Socorro                 | LINEAR                                  |
| 137759 -      | 1999 XM173             | 10 de desembre de 1999 | Socorro                 | LINEAR                                  |
| 137760 -      | 1999 XF176             | 10 de desembre de 1999 | Socorro                 | LINEAR                                  |
| 137761 -      | 1999 XG177             | 10 de desembre de 1999 | Socorro                 | LINEAR                                  |
| 137762 -      | 1999 XM179             | 10 de desembre de 1999 | Socorro                 | LINEAR                                  |
| 137763 -      | 1999 XW179             | 10 de desembre de 1999 | Socorro                 | LINEAR                                  |
| 137764 -      | 1999 XX179             | 10 de desembre de 1999 | Socorro                 | LINEAR                                  |
| 137765 -      | 1999 XT182             | 12 de desembre de 1999 | Socorro                 | LINEAR                                  |
| 137766 -      | 1999 XM184             | 12 de desembre de 1999 | Socorro                 | LINEAR                                  |
| 137767 -      | 1999 XG186             | 12 de desembre de 1999 | Socorro                 | LINEAR                                  |
| 137768 -      | 1999 XU187             | 12 de desembre de 1999 | Socorro                 | LINEAR                                  |
| 137769 -      | 1999 XU189             | 12 de desembre de 1999 | Socorro                 | LINEAR                                  |
| 137770 -      | 1999 XD195             | 12 de desembre de 1999 | Socorro                 | LINEAR                                  |
| 137771 -      | 1999 XS196             | 12 de desembre de 1999 | Socorro                 | LINEAR                                  |
| 137772 -      | 1999 XZ197             | 12 de desembre de 1999 | Socorro                 | LINEAR                                  |
| 137773 -      | 1999 XM216             | 13 de desembre de 1999 | Kitt Peak               | Spacewatch                              |
| 137774 -      | 1999 XP217             | 13 de desembre de 1999 | Kitt Peak               | Spacewatch                              |
| 137775 -      | 1999 XH218             | 13 de desembre de 1999 | Kitt Peak               | Spacewatch                              |
| 137776 -      | 1999 XJ218             | 13 de desembre de 1999 | Kitt Peak               | Spacewatch                              |
| 137777 -      | 1999 XN218             | 13 de desembre de 1999 | Kitt Peak               | Spacewatch                              |
| 137778 -      | 1999 XL220             | 12 de desembre de 1999 | Socorro                 | LINEAR                                  |
| 137779 -      | 1999 XL221             | 15 de desembre de 1999 | Socorro                 | LINEAR                                  |
| 137780 -      | 1999 XO223             | 13 de desembre de 1999 | Kitt Peak               | Spacewatch                              |
| 137781 -      | 1999 XX224             | 13 de desembre de 1999 | Kitt Peak               | Spacewatch                              |
| 137782 -      | 1999 XF226             | 14 de desembre de 1999 | Kitt Peak               | Spacewatch                              |
| 137783 -      | 1999 XQ226             | 14 de desembre de 1999 | Kitt Peak               | Spacewatch                              |
| 137784 -      | 1999 XV228             | 14 de desembre de 1999 | Kitt Peak               | Spacewatch                              |
| 137785 -      | 1999 XB234             | 4 de desembre de 1999  | Anderson Mesa           | LONEOS                                  |
| 137786 -      | 1999 XE237             | 5 de desembre de 1999  | Kitt Peak               | Spacewatch                              |
| 137787 -      | 1999 XV237             | 5 de desembre de 1999  | Catalina                | CSS                                     |
| 137788 -      | 1999 XP238             | 4 de desembre de 1999  | Kitt Peak               | Spacewatch                              |
| 137789 -      | 1999 XF239             | 5 de desembre de 1999  | Catalina                | CSS                                     |
| 137790 -      | 1999 XJ239             | 7 de desembre de 1999  | Catalina                | CSS                                     |
| 137791 -      | 1999 XR242             | 13 de desembre de 1999 | Socorro                 | LINEAR                                  |
| 137792 -      | 1999 XP245             | 5 de desembre de 1999  | Socorro                 | LINEAR                                  |
| 137793 -      | 1999 XU250             | 5 de desembre de 1999  | Kitt Peak               | Spacewatch                              |
| 137794 -      | 1999 XK252             | 9 de desembre de 1999  | Kitt Peak               | Spacewatch                              |
| 137795 -      | 1999 XM252             | 12 de desembre de 1999 | Kitt Peak               | Spacewatch                              |
| 137796 -      | 1999 XB254             | 12 de desembre de 1999 | Kitt Peak               | Spacewatch                              |
| 137797 -      | 1999 XS255             | 4 de desembre de 1999  | Kitt Peak               | Spacewatch                              |
| 137798 -      | 1999 XH256             | 7 de desembre de 1999  | Socorro                 | LINEAR                                  |
| 137799 -      | 1999 YB                | Anderson Mesa          | LONEOS                  |                                         |
| 137800 -      | 1999 YE                | Socorro                | LINEAR                  |                                         |
| 137801-137900 |                        |                        |                         |                                         |
| 137801 -      | 1999 YR                | Socorro                | LINEAR                  |                                         |
| 137802 -      | 1999 YT                | 16 de desembre de 1999 | Socorro                 | LINEAR                                  |
| 137803 -      | 1999 YR1               | 16 de desembre de 1999 | Socorro                 | LINEAR                                  |
| 137804 -      | 1999 YQ2               | 16 de desembre de 1999 | Kitt Peak               | Spacewatch                              |
| 137805 -      | 1999 YK5               | 28 de desembre de 1999 | Socorro                 | LINEAR                                  |
| 137806 -      | 1999 YW6               | 30 de desembre de 1999 | Socorro                 | LINEAR                                  |
| 137807 -      | 1999 YE7               | 30 de desembre de 1999 | Socorro                 | LINEAR                                  |
| 137808 -      | 1999 YU7               | 27 de desembre de 1999 | Kitt Peak               | Spacewatch                              |
| 137809 -      | 1999 YL8               | 27 de desembre de 1999 | Kitt Peak               | Spacewatch                              |
| 137810 -      | 1999 YS8               | 27 de desembre de 1999 | Kitt Peak               | Spacewatch                              |
| 137811 -      | 1999 YD14              | 31 de desembre de 1999 | Kitt Peak               | Spacewatch                              |
| 137812 -      | 1999 YU14              | 31 de desembre de 1999 | Farpoint                | G. Hug, G. Bell                         |
| 137813 -      | 1999 YB16              | 31 de desembre de 1999 | Kitt Peak               | Spacewatch                              |
| 137814 -      | 1999 YJ17              | 31 de desembre de 1999 | Kitt Peak               | Spacewatch                              |
| 137815 -      | 1999 YS23              | 16 de desembre de 1999 | Kitt Peak               | Spacewatch                              |
| 137816 -      | 1999 YD25              | 27 de desembre de 1999 | Kitt Peak               | Spacewatch                              |
| 137817 -      | 2000 AE1               | 2 de gener de 2000     | Kitt Peak               | Spacewatch                              |
| 137818 -      | 2000 AR3               | 2 de gener de 2000     | Socorro                 | LINEAR                                  |
| 137819 -      | 2000 AD4               | 3 de gener de 2000     | Socorro                 | LINEAR                                  |
| 137820 -      | 2000 AL6               | 4 de gener de 2000     | Prescott                | P. G. Comba                             |
| 137821 -      | 2000 AO7               | 2 de gener de 2000     | Socorro                 | LINEAR                                  |
| 137822 -      | 2000 AB13              | 3 de gener de 2000     | Socorro                 | LINEAR                                  |
| 137823 -      | 2000 AN14              | 3 de gener de 2000     | Socorro                 | LINEAR                                  |
| 137824 -      | 2000 AT16              | 3 de gener de 2000     | Socorro                 | LINEAR                                  |
| 137825 -      | 2000 AX17              | 3 de gener de 2000     | Socorro                 | LINEAR                                  |
| 137826 -      | 2000 AX21              | 3 de gener de 2000     | Socorro                 | LINEAR                                  |
| 137827 -      | 2000 AY21              | 3 de gener de 2000     | Socorro                 | LINEAR                                  |
| 137828 -      | 2000 AC22              | 3 de gener de 2000     | Socorro                 | LINEAR                                  |
| 137829 -      | 2000 AC24              | 3 de gener de 2000     | Socorro                 | LINEAR                                  |
| 137830 -      | 2000 AP24              | 3 de gener de 2000     | Socorro                 | LINEAR                                  |
| 137831 -      | 2000 AM25              | 3 de gener de 2000     | Socorro                 | LINEAR                                  |
| 137832 -      | 2000 AW25              | 3 de gener de 2000     | Socorro                 | LINEAR                                  |
| 137833 -      | 2000 AZ25              | 3 de gener de 2000     | Socorro                 | LINEAR                                  |
| 137834 -      | 2000 AM26              | 3 de gener de 2000     | Socorro                 | LINEAR                                  |
| 137835 -      | 2000 AX27              | 3 de gener de 2000     | Socorro                 | LINEAR                                  |
| 137836 -      | 2000 AZ27              | 3 de gener de 2000     | Socorro                 | LINEAR                                  |
| 137837 -      | 2000 AX28              | 3 de gener de 2000     | Socorro                 | LINEAR                                  |
| 137838 -      | 2000 AD29              | 3 de gener de 2000     | Socorro                 | LINEAR                                  |
| 137839 -      | 2000 AM32              | 3 de gener de 2000     | Socorro                 | LINEAR                                  |
| 137840 -      | 2000 AX32              | 3 de gener de 2000     | Socorro                 | LINEAR                                  |
| 137841 -      | 2000 AN35              | 3 de gener de 2000     | Socorro                 | LINEAR                                  |
| 137842 -      | 2000 AK37              | 3 de gener de 2000     | Socorro                 | LINEAR                                  |
| 137843 -      | 2000 AM37              | 3 de gener de 2000     | Socorro                 | LINEAR                                  |
| 137844 -      | 2000 AS37              | 3 de gener de 2000     | Socorro                 | LINEAR                                  |
| 137845 -      | 2000 AT37              | 3 de gener de 2000     | Socorro                 | LINEAR                                  |
| 137846 -      | 2000 AT41              | 3 de gener de 2000     | Socorro                 | LINEAR                                  |
| 137847 -      | 2000 AT43              | 2 de gener de 2000     | Kitt Peak               | Spacewatch                              |
| 137848 -      | 2000 AT45              | 3 de gener de 2000     | Socorro                 | LINEAR                                  |
| 137849 -      | 2000 AY50              | 6 de gener de 2000     | Prescott                | P. G. Comba                             |
| 137850 -      | 2000 AL52              | 4 de gener de 2000     | Socorro                 | LINEAR                                  |
| 137851 -      | 2000 AR52              | 4 de gener de 2000     | Socorro                 | LINEAR                                  |
| 137852 -      | 2000 AW52              | 4 de gener de 2000     | Socorro                 | LINEAR                                  |
| 137853 -      | 2000 AB53              | 4 de gener de 2000     | Socorro                 | LINEAR                                  |
| 137854 -      | 2000 AG54              | 4 de gener de 2000     | Socorro                 | LINEAR                                  |
| 137855 -      | 2000 AQ56              | 4 de gener de 2000     | Socorro                 | LINEAR                                  |
| 137856 -      | 2000 AP57              | 4 de gener de 2000     | Socorro                 | LINEAR                                  |
| 137857 -      | 2000 AT59              | 4 de gener de 2000     | Socorro                 | LINEAR                                  |
| 137858 -      | 2000 AX59              | 4 de gener de 2000     | Socorro                 | LINEAR                                  |
| 137859 -      | 2000 AX61              | 4 de gener de 2000     | Socorro                 | LINEAR                                  |
| 137860 -      | 2000 AK65              | 4 de gener de 2000     | Socorro                 | LINEAR                                  |
| 137861 -      | 2000 AA66              | 4 de gener de 2000     | Socorro                 | LINEAR                                  |
| 137862 -      | 2000 AP66              | 4 de gener de 2000     | Socorro                 | LINEAR                                  |
| 137863 -      | 2000 AQ66              | 4 de gener de 2000     | Socorro                 | LINEAR                                  |
| 137864 -      | 2000 AU78              | 5 de gener de 2000     | Socorro                 | LINEAR                                  |
| 137865 -      | 2000 AJ82              | 5 de gener de 2000     | Socorro                 | LINEAR                                  |
| 137866 -      | 2000 AP82              | 5 de gener de 2000     | Socorro                 | LINEAR                                  |
| 137867 -      | 2000 AO83              | 5 de gener de 2000     | Socorro                 | LINEAR                                  |
| 137868 -      | 2000 AA84              | 5 de gener de 2000     | Socorro                 | LINEAR                                  |
| 137869 -      | 2000 AA86              | 5 de gener de 2000     | Socorro                 | LINEAR                                  |
| 137870 -      | 2000 AE86              | 5 de gener de 2000     | Socorro                 | LINEAR                                  |
| 137871 -      | 2000 AO86              | 5 de gener de 2000     | Socorro                 | LINEAR                                  |
| 137872 -      | 2000 AH87              | 5 de gener de 2000     | Socorro                 | LINEAR                                  |
| 137873 -      | 2000 AC91              | 5 de gener de 2000     | Socorro                 | LINEAR                                  |
| 137874 -      | 2000 AV93              | 7 de gener de 2000     | Oaxaca                  | J. M. Roe                               |
| 137875 -      | 2000 AE98              | 4 de gener de 2000     | Socorro                 | LINEAR                                  |
| 137876 -      | 2000 AR104             | 5 de gener de 2000     | Socorro                 | LINEAR                                  |
| 137877 -      | 2000 AB105             | 5 de gener de 2000     | Socorro                 | LINEAR                                  |
| 137878 -      | 2000 AS106             | 5 de gener de 2000     | Socorro                 | LINEAR                                  |
| 137879 -      | 2000 AJ114             | 5 de gener de 2000     | Socorro                 | LINEAR                                  |
| 137880 -      | 2000 AA115             | 5 de gener de 2000     | Socorro                 | LINEAR                                  |
| 137881 -      | 2000 AR119             | 5 de gener de 2000     | Socorro                 | LINEAR                                  |
| 137882 -      | 2000 AF120             | 5 de gener de 2000     | Socorro                 | LINEAR                                  |
| 137883 -      | 2000 AP127             | 5 de gener de 2000     | Socorro                 | LINEAR                                  |
| 137884 -      | 2000 AG128             | 5 de gener de 2000     | Socorro                 | LINEAR                                  |
| 137885 -      | 2000 AG129             | 5 de gener de 2000     | Socorro                 | LINEAR                                  |
| 137886 -      | 2000 AP133             | 4 de gener de 2000     | Socorro                 | LINEAR                                  |
| 137887 -      | 2000 AU133             | 4 de gener de 2000     | Socorro                 | LINEAR                                  |
| 137888 -      | 2000 AG135             | 4 de gener de 2000     | Socorro                 | LINEAR                                  |
| 137889 -      | 2000 AO136             | 4 de gener de 2000     | Socorro                 | LINEAR                                  |
| 137890 -      | 2000 AZ146             | 4 de gener de 2000     | Oizumi                  | T. Kobayashi                            |
| 137891 -      | 2000 AJ149             | 7 de gener de 2000     | Socorro                 | LINEAR                                  |
| 137892 -      | 2000 AR154             | 3 de gener de 2000     | Socorro                 | LINEAR                                  |
| 137893 -      | 2000 AO157             | 3 de gener de 2000     | Socorro                 | LINEAR                                  |
| 137894 -      | 2000 AZ158             | 3 de gener de 2000     | Socorro                 | LINEAR                                  |
| 137895 -      | 2000 AS164             | 6 de gener de 2000     | Socorro                 | LINEAR                                  |
| 137896 -      | 2000 AS167             | 8 de gener de 2000     | Socorro                 | LINEAR                                  |
| 137897 -      | 2000 AM169             | 7 de gener de 2000     | Socorro                 | LINEAR                                  |
| 137898 -      | 2000 AK172             | 7 de gener de 2000     | Socorro                 | LINEAR                                  |
| 137899 -      | 2000 AR187             | 8 de gener de 2000     | Socorro                 | LINEAR                                  |
| 137900 -      | 2000 AQ192             | 8 de gener de 2000     | Socorro                 | LINEAR                                  |
| 137901-138000 |                        |                        |                         |                                         |
| 137901 -      | 2000 AD204             | 12 de gener de 2000    | Višnjan Observatory     | K. Korlević                             |
| 137902 -      | 2000 AQ213             | 6 de gener de 2000     | Kitt Peak               | Spacewatch                              |
| 137903 -      | 2000 AT214             | 7 de gener de 2000     | Kitt Peak               | Spacewatch                              |
| 137904 -      | 2000 AU217             | 8 de gener de 2000     | Kitt Peak               | Spacewatch                              |
| 137905 -      | 2000 AT225             | 12 de gener de 2000    | Kitt Peak               | Spacewatch                              |
| 137906 -      | 2000 AL227             | 10 de gener de 2000    | Kitt Peak               | Spacewatch                              |
| 137907 -      | 2000 AT231             | 4 de gener de 2000     | Socorro                 | LINEAR                                  |
| 137908 -      | 2000 AT232             | 4 de gener de 2000     | Socorro                 | LINEAR                                  |
| 137909 -      | 2000 AN235             | 5 de gener de 2000     | Socorro                 | LINEAR                                  |
| 137910 -      | 2000 AP238             | 6 de gener de 2000     | Socorro                 | LINEAR                                  |
| 137911 -      | 2000 AB246             | 8 de gener de 2000     | Mauna Kea               | D. J. Tholen, R. J. Whiteley            |
| 137912 -      | 2000 AK251             | 4 de gener de 2000     | Socorro                 | LINEAR                                  |
| 137913 -      | 2000 BH3               | 27 de gener de 2000    | Oizumi                  | T. Kobayashi                            |
| 137914 -      | 2000 BU7               | 29 de gener de 2000    | Socorro                 | LINEAR                                  |
| 137915 -      | 2000 BK8               | 29 de gener de 2000    | Socorro                 | LINEAR                                  |
| 137916 -      | 2000 BM10              | 28 de gener de 2000    | Kitt Peak               | Spacewatch                              |
| 137917 -      | 2000 BW12              | 28 de gener de 2000    | Kitt Peak               | Spacewatch                              |
| 137918 -      | 2000 BO13              | 29 de gener de 2000    | Kitt Peak               | Spacewatch                              |
| 137919 -      | 2000 BD14              | 28 de gener de 2000    | Uenohara                | N. Kawasato                             |
| 137920 -      | 2000 BW16              | 30 de gener de 2000    | Socorro                 | LINEAR                                  |
| 137921 -      | 2000 BV17              | 30 de gener de 2000    | Socorro                 | LINEAR                                  |
| 137922 -      | 2000 BA18              | 30 de gener de 2000    | Socorro                 | LINEAR                                  |
| 137923 -      | 2000 BF18              | 30 de gener de 2000    | Socorro                 | LINEAR                                  |
| 137924 -      | 2000 BD19              | 26 de gener de 2000    | Socorro                 | LINEAR                                  |
| 137925 -      | 2000 BJ19              | 30 de gener de 2000    | Catalina                | CSS                                     |
| 137926 -      | 2000 BS22              | 27 de gener de 2000    | Višnjan Observatory     | K. Korlević                             |
| 137927 -      | 2000 BX23              | 29 de gener de 2000    | Socorro                 | LINEAR                                  |
| 137928 -      | 2000 BO24              | 29 de gener de 2000    | Socorro                 | LINEAR                                  |
| 137929 -      | 2000 BG26              | 30 de gener de 2000    | Socorro                 | LINEAR                                  |
| 137930 -      | 2000 BN26              | 30 de gener de 2000    | Socorro                 | LINEAR                                  |
| 137931 -      | 2000 BY26              | 30 de gener de 2000    | Socorro                 | LINEAR                                  |
| 137932 -      | 2000 BS28              | 30 de gener de 2000    | Socorro                 | LINEAR                                  |
| 137933 -      | 2000 BH32              | 28 de gener de 2000    | Kitt Peak               | Spacewatch                              |
| 137934 -      | 2000 BO32              | 28 de gener de 2000    | Kitt Peak               | Spacewatch                              |
| 137935 -      | 2000 BT32              | 28 de gener de 2000    | Kitt Peak               | Spacewatch                              |
| 137936 -      | 2000 BB34              | 30 de gener de 2000    | Kitt Peak               | Spacewatch                              |
| 137937 -      | 2000 BP34              | 30 de gener de 2000    | Catalina                | CSS                                     |
| 137938 -      | 2000 BK35              | 30 de gener de 2000    | Socorro                 | LINEAR                                  |
| 137939 -      | 2000 BW35              | 31 de gener de 2000    | Socorro                 | LINEAR                                  |
| 137940 -      | 2000 BQ37              | 26 de gener de 2000    | Kitt Peak               | Spacewatch                              |
| 137941 -      | 2000 BQ42              | 27 de gener de 2000    | Kitt Peak               | Spacewatch                              |
| 137942 -      | 2000 BB47              | 30 de gener de 2000    | Socorro                 | LINEAR                                  |
| 137943 -      | 2000 BZ48              | 26 de gener de 2000    | Kitt Peak               | Spacewatch                              |
| 137944 -      | 2000 BC49              | 27 de gener de 2000    | Kitt Peak               | Spacewatch                              |
| 137945 -      | 2000 BF49              | 27 de gener de 2000    | Kitt Peak               | Spacewatch                              |
| 137946 -      | 2000 BF51              | 30 de gener de 2000    | Socorro                 | LINEAR                                  |
| 137947 -      | 2000 CD1               | 4 de febrer de 2000    | Višnjan Observatory     | K. Korlević                             |
| 137948 -      | 2000 CY3               | 2 de febrer de 2000    | Socorro                 | LINEAR                                  |
| 137949 -      | 2000 CV6               | 2 de febrer de 2000    | Socorro                 | LINEAR                                  |
| 137950 -      | 2000 CB7               | 2 de febrer de 2000    | Socorro                 | LINEAR                                  |
| 137951 -      | 2000 CG11              | 2 de febrer de 2000    | Socorro                 | LINEAR                                  |
| 137952 -      | 2000 CY11              | 2 de febrer de 2000    | Socorro                 | LINEAR                                  |
| 137953 -      | 2000 CG12              | 2 de febrer de 2000    | Socorro                 | LINEAR                                  |
| 137954 -      | 2000 CK13              | 2 de febrer de 2000    | Socorro                 | LINEAR                                  |
| 137955 -      | 2000 CD15              | 2 de febrer de 2000    | Socorro                 | LINEAR                                  |
| 137956 -      | 2000 CW17              | 2 de febrer de 2000    | Socorro                 | LINEAR                                  |
| 137957 -      | 2000 CZ17              | 2 de febrer de 2000    | Socorro                 | LINEAR                                  |
| 137958 -      | 2000 CX18              | 2 de febrer de 2000    | Socorro                 | LINEAR                                  |
| 137959 -      | 2000 CZ18              | 2 de febrer de 2000    | Socorro                 | LINEAR                                  |
| 137960 -      | 2000 CD19              | 2 de febrer de 2000    | Socorro                 | LINEAR                                  |
| 137961 -      | 2000 CO19              | 2 de febrer de 2000    | Socorro                 | LINEAR                                  |
| 137962 -      | 2000 CA22              | 2 de febrer de 2000    | Socorro                 | LINEAR                                  |
| 137963 -      | 2000 CB23              | 2 de febrer de 2000    | Socorro                 | LINEAR                                  |
| 137964 -      | 2000 CZ23              | 2 de febrer de 2000    | Socorro                 | LINEAR                                  |
| 137965 -      | 2000 CT24              | 2 de febrer de 2000    | Socorro                 | LINEAR                                  |
| 137966 -      | 2000 CZ24              | 2 de febrer de 2000    | Socorro                 | LINEAR                                  |
| 137967 -      | 2000 CS26              | 2 de febrer de 2000    | Socorro                 | LINEAR                                  |
| 137968 -      | 2000 CY31              | 2 de febrer de 2000    | Socorro                 | LINEAR                                  |
| 137969 -      | 2000 CA32              | 2 de febrer de 2000    | Socorro                 | LINEAR                                  |
| 137970 -      | 2000 CR33              | 4 de febrer de 2000    | Višnjan Observatory     | K. Korlević                             |
| 137971 -      | 2000 CQ39              | 5 de febrer de 2000    | Višnjan Observatory     | K. Korlević                             |
| 137972 -      | 2000 CB40              | 2 de febrer de 2000    | Socorro                 | LINEAR                                  |
| 137973 -      | 2000 CH40              | 4 de febrer de 2000    | Socorro                 | LINEAR                                  |
| 137974 -      | 2000 CG41              | 7 de febrer de 2000    | Ondřejov                | P. Kušnirák                             |
| 137975 -      | 2000 CQ41              | 2 de febrer de 2000    | Socorro                 | LINEAR                                  |
| 137976 -      | 2000 CT41              | 2 de febrer de 2000    | Socorro                 | LINEAR                                  |
| 137977 -      | 2000 CU41              | 2 de febrer de 2000    | Socorro                 | LINEAR                                  |
| 137978 -      | 2000 CL43              | 2 de febrer de 2000    | Socorro                 | LINEAR                                  |
| 137979 -      | 2000 CG47              | 2 de febrer de 2000    | Socorro                 | LINEAR                                  |
| 137980 -      | 2000 CC49              | 2 de febrer de 2000    | Socorro                 | LINEAR                                  |
| 137981 -      | 2000 CH50              | 2 de febrer de 2000    | Socorro                 | LINEAR                                  |
| 137982 -      | 2000 CR53              | 2 de febrer de 2000    | Socorro                 | LINEAR                                  |
| 137983 -      | 2000 CU54              | 2 de febrer de 2000    | Socorro                 | LINEAR                                  |
| 137984 -      | 2000 CV55              | 4 de febrer de 2000    | Socorro                 | LINEAR                                  |
| 137985 -      | 2000 CP56              | 4 de febrer de 2000    | Socorro                 | LINEAR                                  |
| 137986 -      | 2000 CG60              | 2 de febrer de 2000    | Socorro                 | LINEAR                                  |
| 137987 -      | 2000 CN61              | 2 de febrer de 2000    | Socorro                 | LINEAR                                  |
| 137988 -      | 2000 CA62              | 2 de febrer de 2000    | Socorro                 | LINEAR                                  |
| 137989 -      | 2000 CB62              | 2 de febrer de 2000    | Socorro                 | LINEAR                                  |
| 137990 -      | 2000 CD62              | 2 de febrer de 2000    | Socorro                 | LINEAR                                  |
| 137991 -      | 2000 CM64              | 3 de febrer de 2000    | Socorro                 | LINEAR                                  |
| 137992 -      | 2000 CE66              | 6 de febrer de 2000    | Socorro                 | LINEAR                                  |
| 137993 -      | 2000 CH66              | 6 de febrer de 2000    | Socorro                 | LINEAR                                  |
| 137994 -      | 2000 CQ66              | 6 de febrer de 2000    | Socorro                 | LINEAR                                  |
| 137995 -      | 2000 CV74              | 8 de febrer de 2000    | Kitt Peak               | Spacewatch                              |
| 137996 -      | 2000 CT77              | 7 de febrer de 2000    | Kitt Peak               | Spacewatch                              |
| 137997 -      | 2000 CX77              | 7 de febrer de 2000    | Kitt Peak               | Spacewatch                              |
| 137998 -      | 2000 CK80              | 4 de febrer de 2000    | Socorro                 | LINEAR                                  |
| 137999 -      | 2000 CM80              | 4 de febrer de 2000    | Socorro                 | LINEAR                                  |
| 138000 -      | 2000 CK82              | 4 de febrer de 2000    | Socorro                 | LINEAR                                  |